# Sadovnická tvorba
Sadovnická tvorba zahrnuje plánování a vytváření větších i menších celků zeleně, parků i předzahrádek podle obecně přijímaných pravidel, za pomocí různých materiálů, úprav terénu, porostu, dekorací a stavebních prací. Navrhování zahrad je činnost, kterou se roky učí studenti na vysokých školách a která někdy spočívá v napodobování kolegů, jejichž práce jsou více invenční, praktické a vzhledné, nebo prostě jen chápané jako vzor.

## Komponování v sadovnické tvorbě

### Synonyma
Krajinářský design, krajinářská, nebo sadovnická architektura, komponování sadovnického projektu, sadovnická projekce, projekt sadovnické realizace. Synonyma, jež mohou působit složitě, jsou jen jiná označení pro rozmisťování a seskupování objektů v krajině, činnost vyžadující znalosti, soustředění, pečlivost, cit, kreativitu a praxi.

### Historie
Zahradní styly používané od předhistorických období v Evropě a v Asii zahrnují množství odlišných praktik a artefaktů, které jsou pro jednotlivé styly typické a činí zahradní slohy a styly nezaměnitelnými a originálními.
- Čínská zahrada
- (Starověká) egyptská zahrada
- (Starověká) římská zahrada
- (Starověká) perská zahrada
- Japonská zahrada
- (Evropská) středověká zahrada
- (Barokní) francouzský park
- (Renesanční) italský park
- Anglický park
- Venkovská zahrada
- Přírodní zahrada

Jakkoliv se uspořádání a vnímání krásna v jednotlivých obdobích a krajích liší, lze vysledovat, že vnímání krásna v sadovnické kompozici je založeno na percepci okolí jako harmonického celku. Je často pojetím blízké přírodě, přírodu napodobující nebo zobrazující stylizovanou přírodu podobně jako sochařství, kresba a malba, či pomocí přírody vyvolávající asociace příběhů. Pravidla vytváření krásna sadovnickou tvorbou stejně jako jiné druhy umění podléhají vlivům módy, stejně jako estetickému vnímání a rozmarům objednatele díla. Avšak některé principy lze zobecnit.

## Komponování
Kompoziční zásady sadovnické tvorby jsou pravidla a způsoby výběru a úprav zeleně, staveb a povrchů. Dílo samotné je funkčním a žijícím celkem, stejně jako organická spolupráce spisovatele se čtenářem a malíře s pozorovatelem obrazu, komunikací tvůrce s divákem. Důležitý je adresát díla. Pokud je jím širší obec, je naprosto zásadní, aby bylo dílo pro návštěvníka parku nebo zahrady čitelné a v zásadě se aspoň v principu drželo navyklých stereotypů. Čitelnost zahrad je méně důležitá, pokud je adresátem díla především jeho tvůrce u osobních zahrad u domů a chat. Zde je jistě na místě především tolerance k osobitému stylu a vnímání krásy, ať už je jakkoliv neobvyklé (nejlépe specifikované heslem: proti gustu žádný dišputát).
Sadovnická úprava bez kompozice sice může plnit účel a být i zajímavá, ale jen jako sbírka rostlin. Schází-li dílu jednotnost, harmonie a řád, neuspokojuje jako umělecké dílo.
Smysluplná kompozice určená více divákům, více adresátům, záleží v uspořádání jednotlivých částí do harmonicky působícího celku, aby divák viděl a vnímal obrazy a seskupení předmětů tak, jak byl záměr tvůrce. Divák musí dokázat dekódovat své vjemy na základě všeobecně sdílených představ, archetypů, kulturních zvyklostí, společenských zkušeností, ale i předsudků.
Jednotlivé části musí být v náležitém vzájemném vztahu a zároveň podřízeny celkovému záměru architekta. Prvky skládající umělecké dílo jsou a musí být sice alespoň v některých charakteristikách různorodé, aby dílo nepůsobilo stereotypně a únavně, ale nikdy ne do té míry, aby jednotlivé prvky narušovaly jeho celkové uspořádání, kontext a působily chaoticky, nebo nevhodně a nepřirozeně. Lze tedy shrnout, že hlavním účelem kompozice je podřídit rozmanitost ucelenosti a to je možné jen tehdy, budou-li všechny složky uspořádány tak, aby výraznější prvky byly umístěny na důležitějších místech než prvky tvořící skupiny, prvky doplňkové a to v souladu s jejich estetickou hodnotou. Bez tohoto vzájemného nadřazování a podřizování jednotlivých částí (princip hierarchie) bychom nedosáhli celkově krásného dojmu ani tehdy, kdybychom v zahradě soustředili množství atraktivních rostlin a cenných dekorací, bez ohledu na jejich vzájemný vztah. Zahrada bez kompozice by nebyla skutečnou zahradou, nýbrž pouhým skladem exponátů, ve kterém by snad byly zajímavé jednotlivé detaily nebo exempláře, ale rozhodně ne celek.

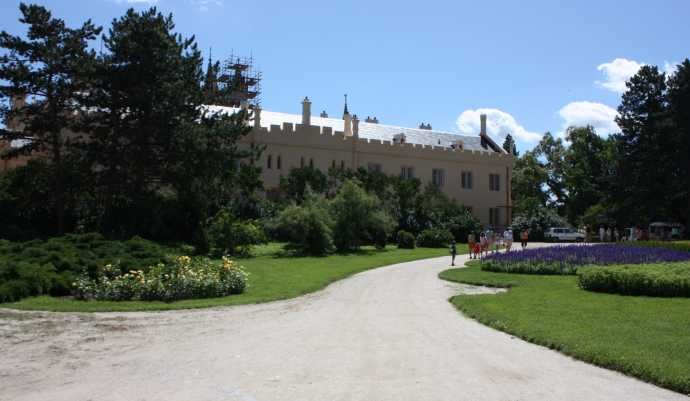
Kompozice musí být čitelná, pochopitelná a přijatelná pro pozorovatele. Měla by navozovat příjemný pocit klidu a uvolnění. Příklad vyvážené nevtíravé barevné malebné kompozice ve stylu krajinářského parku.

Porovnání s podobnými obory
„…Zahrada je dílem kulturním a uměleckým a můžeme bez ostychu srovnávat práci sadovníka a zahradního architekta s prací malíře. Je zde jen několik rozdílů mezi oběma řemesly. Malíř převádí svůj obraz skutečný, nebo vysněný na plochu plátna a používá materiál, který se dál nemění.…“ (Bohumil Kavka, Sadovnictví,1970)
Architekti v počátcích přírodně krajinářského parku komponovali svá díla na přání zadavatele podle romantických obrazů krajiny a někteří z nich chápali svoji práci jako vytváření živých třírozměrných obrazů, takže přikázali vysazovat i mrtvé, suché stromy. Způsob tvorby a vytváření harmonie se tedy od malířů a sochařů lišil v použití materiálu, ale výsledný dojem musel být podobný. Sochařovo dílo po skončení práce již má definitivní podobu, ale sadovník musí počítat s tím, že příroda mu jeho uspořádání mění, způsob údržby sadovnické úpravy a jeho užívání ovlivní jeho výsledné kvality. Proto musí kompozici a prostorové a technické řešení zahrad přizpůsobovat tak, aby vyhovovalo nejen estetickým zákonům kompozice, ale i nárokům na údržbu a požadavkům na užívaní díla nejen v nově založených objektech, ale i po mnoha letech a ve všech ročních obdobích. 
Srovnání mezi dílem malíře a zahradního architekta nabízí zahrada ve venkovském stylu vynikajícího francouzské impresionisty Claude Moneta, kterou sám navrhl a udržoval, a jeho mnohé skvělé obrazy. Podobně jako výtvory malíře, tak i díla zahradníka zaujmou pozorovatele svou výrazností a provedením nápaditého celku, který vyžaduje i vhodné orámování. Malířův obraz, představující určitý úsek krajiny nebo určitý výjev omezený na poměrně malou plochu, je uzavřen rámem. Sadovnické dílo, rozložené v prostoru a na větší ploše, vytváří vždycky několik a mnohdy dokonce velký počet obrazů. Ty jsou částí celkového uspořádání, takže vzájemně spolu souvisejí a přecházejí jedna ve druhou. Přesto i zahradní architekt zakomponuje do celku a vymezuje hranice svého díla a jednotlivých scenérií a může tak učinit mnoha způsoby.
V zahradách řešených geometricky jsou nepostradatelným estetickým prvkem zvláště jehličnany, které se vyznačují pravidelnou korunou, neboť jsou zde přirozenými živými architektonickými tvary, které tím, že se umisťují v přesně stanovených odstupech, zesilují ještě formálnost uspořádání a jeho majestátní klid. Hlavním požadavkem je v těchto zahradách ovšem zachování náležitého poměru mezi tvary zploštělými (tedy horizontálně členěnými) a špičatými (vertikálními); tyto kombinace se dají změkčit použitím i kulovitých forem, a to bez ohledu na okolnost, je-li kulovitý tvar dán přírodou, nebo získán uměle – řezem. Správné řešení je pak závislé na tom, do jaké míry se podaří zakladateli umístit poměrně jednotvárné formy tak, aby se při celkovém souladu dosáhlo i určité malebnosti v uspořádání tvarovém i barevném, a to jak s ohledem na zahradu, tak i na budovu.
Praktická omezení v sadovnické projekci
Nejdůležitější rozhodnutí při jakýchkoli zahradních úpravách je, jak zásadní úprava bude, jaké prvky budou použity v zahradě a v jakém stylu bude zahrada upravena. Tato rozhodnutí jsou ovlivněna vztahem prostoru k budovám a stavbám v okolí, jejich vzhledem, používáním, záměrem na způsob používání zahrady nebo parku. Všechny tyto plánované úpravy jsou omezeny rozpočtem. Rozpočtová omezení lze řešit jednodušším stylem zahrady, nebo omezením výzdoby rostlinami a stavebními prvky. Všeobecně je vhodnější omezit krátkověké dřeviny, trvalky a letničky, než dlouhorostoucí dřeviny, protože trvalkové a letničkové záhony je vždy možné po čase dosázet a rozšířit. Trvalkové a letničkové záhony jsou ovšem nejvýraznějšími prvky výsadeb, poutají pozornost, takže i tímto omezením nejméně bolestivým se může výrazně snížit zamýšlený efekt výsadeb.
Výsadby bývají omezeny dostupností plánovaných druhů a kultivarů rostlin a stavebních materiálů. Sortiment rostlin v ČR je silně omezen na nejpoužívanější druhy a kultivary, které se mění, podle toho jaké rostliny byly jednotlivými školkami množeny anebo dovezeny. Některé atraktivní rostliny jsou dovážené ze zahraničí, avšak na dostupnost jednotlivých kultivarů často nelze vůbec spoléhat. Proto je vhodné připomenout, že je nutné dobře rozvážit navržené materiály i z hlediska dostuposti.

### Styl tvorby
Pokud je záměrem při tvorbě zahrady vytvořit zahradu, která osloví širší publikum, pak je nejsnazší cestou tvorbou stylizovat vyznění parku či zahrady v některém z klasických zahradnických slohů a jak zorganizovat jednotlivé prvky tak aby byly ve vztahu k tomuto slohu. Napodobení osvědčených, například historických vzorů je široce srozumitelné, méně náročné na invenci a technicky předvídatelné. Mnoho návrhů sadovnické tvorby lze sice najít na internetu ale nejedná se vždy o promyšlené a kvalitní předlohy, nebo předlohy, které je možné použít bez bližších informací a specifických úprav pro tu kterou lokalitu a podmínky.
I neumělá originální tvorba je však oceňována lépe, než neumělé kopie dokonalé předlohy. Sadovnická tvorba je příležitostí k osobnímu vyjádření. Vhodným spojením stylů lze vytvořit originální a zajímavé zahradní kompozice, protože jen zcela výjimečně někdo dokáže vytvořit vlastní osobitý styl tak, aby byl přijat širším publikem. Obvykle jsou nejcennějším zdrojem pro hledání neotřelého výrazu, které se vyplatí prostudovat, jiné umělecké odvětví, dříve používané styly, nové materiály, příroda, konkurence a lidová tvořivost. Lidová tvořivost v neumělých formách se často intuitivně pokouší vytvořit dílo, které by mohlo být veřejností pozitivně přijímáno. Přírodní scenérie jsou jako předloha vždy pozitivně vnímány, přestože geometrické zahrady jsou snazší k vytvoření.
Pro správnost kompozice díla je třeba dodržet ucelenost výrazu a tedy jednotnost sadovnického celku v souladu s přiměřeněně atraktivní různorodostí prvků a detailů kompozice a v jejich vzájemných vztazích vytvořit harmonii.

#### Malebná a dekorativní kompozice
Malebná kompozice
Komponováním podřizujeme rozmanitost jednotlivých prvků celkovému výrazu uměleckého díla. Správná kompozice usměrňuje oko pozorovatele tak, aby již na první pohled měl dojem, že v motivu je jednotnost, smysl a rovnováha. Pohled pozorovatele je veden nejdříve na hlavní a nejzajímavější motiv a pak postupně na motivy vedlejší a podřadné. Tato cesta, kterou oko sleduje a která bývá nazývána spojovací linií nebo též arabeskou (je samozřejmě čarou jen pomyslnou), nemůže být nikdy v krajinném obraze malebné kompozice přímkou, nýbrž ladnou křivkou, jež však nesmí být příliš klikatá, aby obraz neztrácel na přehlednosti. Malebné uspořádání záleží v rovnováze protikladných šikmých linií a rovin, jež mezi sebou svírají ostré úhly a sbíhají se nebo protínají v určité části obrazu, která je pro pozorovatele zvláště zajímavá.
Hlavní motiv je ostatním částem obrazu nadřazen a musí být ve volné kompozici umístěn mimo geometrický střed ,asymetricky. Jakkoliv je malebná kompozice tvořena vyváženě umístěnými centry pozornosti její součástí jsou nepravidelně vedené linie pozornosti. Jeden z hlavních předpokladů je nesouměrnost. Asymetrie musí být v krajinném obraze patrna na první pohled a musí převládat jak v uspořádání linií, tak i v rozsahu předmětů a v jejich hodnotách. Smyslem takového uspořádání je při zachování harmonicky umístěných prvků vyvolat dojem naprosto přirozeného a původního prostředí, přírody, nebo krajiny. Oko pozorovatele, jakkoliv si to pozorovatel neuvědomuje, najde-li v obraze nelogicky a symetricky umístěné prvky je znepokojeno a pocit přirozené původní přírody se vytrácí.
Vedle nesouměrnosti je dalším důležitým faktorem dostatečná „protiváha“ prvků v zahradě. Optické vyvážení bodů pozornosti, výrazných prvků. Je nutné dosáhnout vyvážení významných prvků na jedné straně obrazu vytvořením podobně (ne stejně, došlo by k tříštění linie pozornosti) výrazných prvků na straně opačné. Při komponování obrazu je třeba se vyhýbat vytvoření přímých, rovnoběžných a vodorovných linií, které působí strojeně a naopak se snažit dosáhnout rovnováhy svazků různých šikmých a oblých linií, čímž vytvoříme zároveň rovnováhu hmot. Při tvoření malebných zahradních scenérií je orámování nahrazeno lemem nesymetrických nepravidelných postranních kulis stromů nebo keřů na obou stranách uplatněných vyváženě. Pozorovatel se pohybuje scénou, až dojde k místu, z něhož má být nejpříznivější rozhled. Pozornost diváka upoutává především hlavní motiv, kterým je vždy dostatečně nápadný objekt, nebo skupina objektů. Může to být solitéra, dominanta, výrazně kvetoucí, nebo zbarvená skupina keřů či stromů, ale i záhon, budova, socha nebo nějaký umělecký výtvor. Z hlavního motivu přechází oko na motivy vedlejší, které nesmějí působit jako stejně důležité, nýbrž naopak mu musí ve své výraznosti ustoupit, a proto se hlavní motiv zvláště zdůrazňuje. Rovnovážné a vyvážené kompozice lze dosáhnout tím, že vedlejší motiv umístíme tak, aby se váha pozornosti věnované prvkům na jedné straně kompozice rozdělené podle geometrické osy byl roven pozornosti věnované atrakcím na druhé straně kompozice. Všechny anglické přírodně krajinářské parky jsou vytvořeny jako malebné kompozice. Dominantní vliv na tvorbu Anglického přírodně krajinářského parku, (jsou-li pominuty styly tvorby čínské a japonské zahrady) má evropská krajinomalba té doby.
 Hlavní součástí Anglického přírodně krajinářského parku v Anglii jsou sekané trávníky na rozlehlých loukách v kontrastu k vodním plochám na lesním pozadí. Bývají doplněny shluky stromů, háji na zvlněném terénu a napodobeninami helénských, čínských, islámských, starověkých, románských nebo romantizujících (nebo neidentifikovatelných) památek a chrámů, či gotických zřícenin, mostů a další malebné architektury, někdy i jeskyněmi. Jako celek byly anglické přírodně krajinářské parky navrženy tak, aby dávaly dojem idylické krajiny, někdy s idealizovanými vesnicemi a vesnickou krajinou.
Vedlejší prvek, nebo vedlejší seskupení prvků v malebné kompozice mohou být pojaty jako protiváha, opakování nebo protiklad hlavního motivu. Protiváhou bude obrazová skvrna stejné barvy nebo hodnoty (intenzity působení) jako motiv hlavní. Mohutnému stromu lze vytvořit protiváhu vysazením menšího stromu doplněného skupinou z keřů. Opakování motivu vznikne tehdy, mají-li oba prvky podobný tvar (větší a menší úzce sloupovitý jehličnan). Bude-li v krajinné partii jedna skupina tmavá a druhá světlá, budou tyto skupiny jako protiklady kontrastovat. Pokud tento kontrast nebude příliš silný, nemá vliv na působivost obrazu. Naopak, je li v skupině v blízkosti dominující velmi tmavé skvrně jiný výrazný světlý prvek, artefakt, nebo pestrolistá dřevina pohled pozorovatele v linii přechází z jedné světlé skvrny na skvrnu druhou a přitom vnímá kompozici jako vyváženou.
Pohled pozorovatele má být zaujat celkovým seskupením prvků a vlastností skupiny dříve, než začne rozlišovat jednotlivé detaily. Seskupené prvky malebné kompozice musí být sice vyvážené, ale nepravidelné. Nepravidelnost lze zvýšit tím, že jsou před jednotlivými většími skupinami předsazeny menší solitéry v různém odstupu, aby tvořily přechod mezi většími skupinami. Stromy a keře vysázené v trávníkových plochách zvyšují ale náročnost údržby a roztroušené dřeviny a takto použité prvky působí velmi neharmonicky, nepřirozeně, nebo dokonce nepřehledně. Volný prostor, trávníkové plochy jsou výraznou dekorací, která rozvíjí scénu a je tedy třeba při případném použití harmonizace dvou výrazných skupin pomocí rozptýlené výsadby dřevin zvážit množství použití spojujících prvků. Vhodnější je v mnoha případech využití několika málo nenápadnějších nižších skupinek, které bývají v přírodě ve volném prostoru přirozené. Volná plocha zůstane spíše ucelená, dominantní skupiny spojené a údržba zeleně v okolí skupinek, nebo skupinky keřů, bude snazší než údržba v okolí mnoha jednotlivých dřevin.
Dekorativní kompozice
Pro městské prostředí, městské zahrady, náměstí a okolí význačných budov i všude tam, kde jsou dány podmínky pro založení zahrad v pravidelném slohu, je vhodné pojetí dekorativní. Na rozdíl od malebné kompozice, při níž se uplatňuje především různorodost přírody je založeno dekorativní pojetí na geometrickém souladu opakování a pravidelném ornamentu. Výraznými prvky jsou především jasná barevnost, zřejmá pravidelnost a prvoplánovost geometrických tvarů. Ukázněné velké plochy přísně upravené zeleně a nekomplikovanost celkového výrazu kompozice vytvářejí harmonický dojem souladu, řádu. Oko diváka barevný a tvarový soulad a čitelné členění vnímá jako krásu.
Při dekorativní kompozici rovnováha záleží v pravidelném geometrickém uspořádání zřetelných, často horizontálních a vertikálních linií a mnohonásobných rovin souměrnosti svírajících mezi sebou ostré úhly, opakujících se motivů. Často lze rozlišit hlavní osu, kterou je hlavní cesta. Aby dekorativní kompozice uspokojila estetické cítění a touhu po rozmanitosti, je použito střídání, rytmus prvků ,pravidelně bývají součástí kompozice aleje. Často je používáno nápadných barev ve výrazně kontrastních skladbách a výrazných prvků v pravidelných rozestupech, nebo umístěných násobně podél osy souměrnosti.
Dekorativní pojetí bylo vyvoláno snahou po souladu a jeho vrcholem je francouzská zahrada se svými přímými alejemi a tvarovanými stromy. Takové zahrady tvoří vlastně přechod mezi geometrickou architekturou staveb a přírodou. Doplňují výzdobu budovy tím, že s ní tvoří harmonický celek. Symetrická kompozice zeleně navazuje na symetrii stavebních prvků. Dekorativní úprava zahrad se provádí obyčejně na takových plochách, které nelze přehlédnout jediným pohledem, takže nenutí oko pozorovatele, aby proniklo obraz do hloubky, nýbrž spíše aby těkalo po jeho povrchu. Dekorativní řešení zahrad je zvláště vhodné v rovinném jednotvárném terénu, nebo na pravidelně odstupňovaném terénu (italský park), ovšem zpravidla k vytvoření efektních a majestátních celků musí být k dispozici dostatečná rozloha plochy.
Z estetického stanoviska není dekorativní uspořádání horší než malebné uspořádání, je však nutno upozornit, že ve větších rozlohách působí tento stav sice grandiózně, ale malebnost pohledu je potlačena. V moderní době má dekorativní řešení hlavní význam při zakládání zahrad v blízkém sousedství budov, a je vhodnější i pro menší zahrady než vnášení přírodního stylu za každou cenu. Nutným předpokladem ovšem je, aby na menších plochách bylo řešení zjednodušeno.

### Kompoziční zásady
Základní pravidla slouží jako stavební bloky pro určení a provádění zásahů pro projektování. Vyzkoušené principy jsou základním stavebním kamenem tvorby zahrady.
Základní prvky krajinářské architektury
- Barvy
- Formy a tvary
- Linie
- Velikost
- Textura

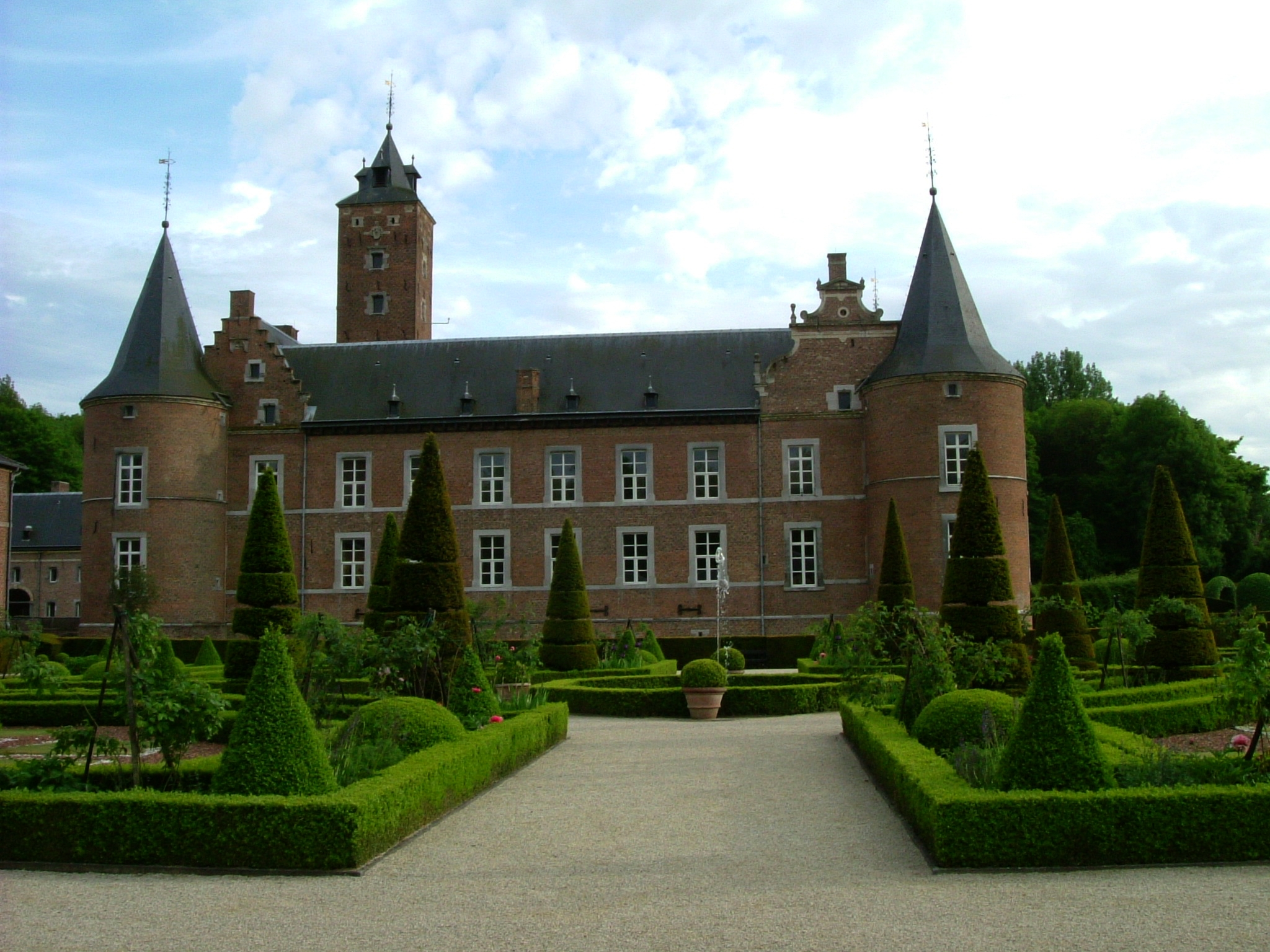
Příliš mnoho podobných tvarů nepůsobí v kompozici harmonicky.

Skladebné principy sadovnické tvorby
Skladebné principy sadovnické tvorby jsou si podobné s principy kompozice u jiných uměleckých oborů, například s pravidly obrazové kompozicí obrazů a fotografií.
Principy zahradní úpravy,které se vztahují na vnímání krajiny:
- Rozmanitost (různost dílčích prvků a pestrost použití nástrojů)
- Ucelenost (jednota)
- Harmonie (vzájemně vyvážený vztah mezi složkami)
- Smysluplnost

Realizovaná sadovnická úprava, park, zahrada stejně jako každé umělecké dílo musí působit určitým dojmem ucelenosti, uspokojující nejen po stránce estetické (krása), ale i účelové a z hlediska logického výkladu díla. Stejně, jak se ucelenost partie stává zřetelnější, zvětšuje se i příjemnost a úplnost dojmů. Prvky a rostliny by měly být uspořádány tak, aby byly v souladu s těmito zásadami. Krásným může být umělecké dílo tehdy, je-li zharmonizováno a sjednoceno podle organizačních principů.

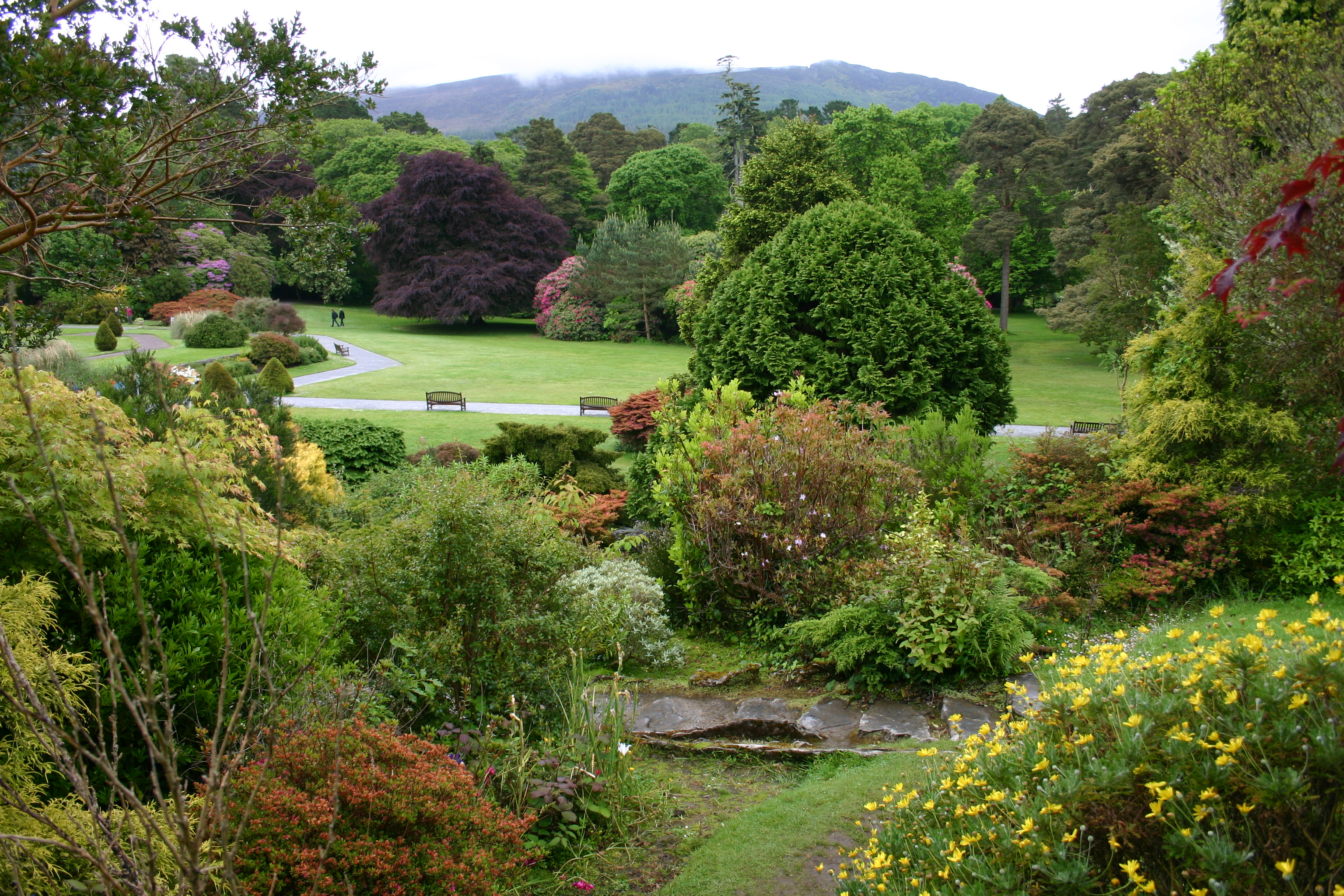
Botanická zahrada sladěná podle principů krajinářského parku. Přesmíru rozmanitosti barev a tvarů z nichž vyniká jeden přes druhý je na úkor sladěnosti a harmonie, která je krajinářským parkům vlastní.

#### Rozmanitost
Ucelenost a jednota nesmí dosáhnout té míry, že se změní v uniformitu a jednotvárnost. Některé druhy zahradních úprav využívající geometrických tvarů a pravidelných rytmů takto únavně snadno mohou působit. Proto je nutné uplatnit v každém výtvoru i náležitou rozmanitost, pestrost, náležité střídání, a to nejen v celkovém uspořádání, ale i v detailech.

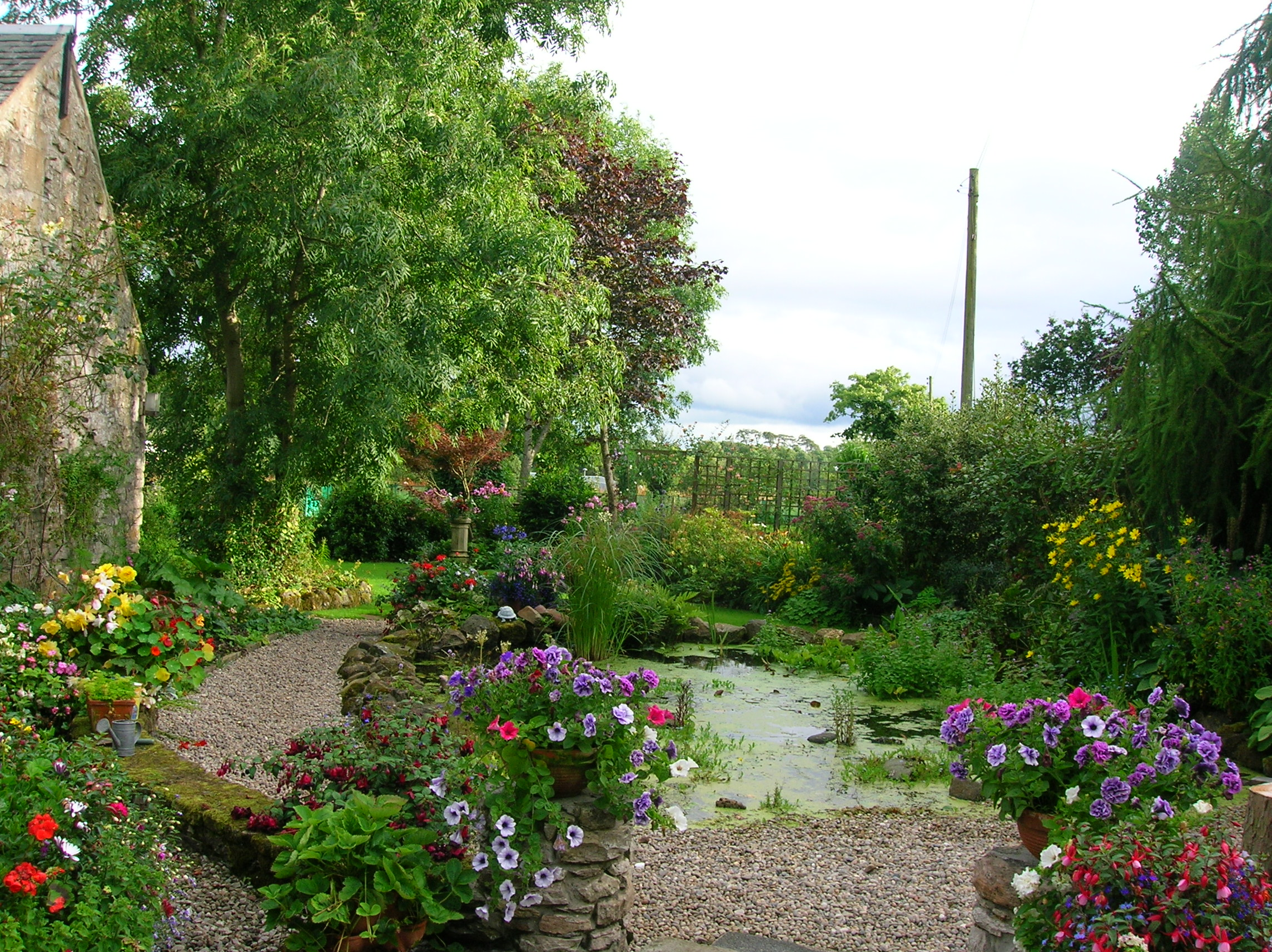
Rozmanitost způsobí vyšší vnímání pozornosti, ale absence společného rysu, ucelenosti, nedostatek harmonie a nahodilost výsadby nakonec může mít vliv na vyznění a pochopení kompozice.

Pro dosažení větší rozmanitosti jsou listnáče a jehličnany často spojovány do skupin, nebo do relativně nízkého vřesoviště doplňovány vzpřímené jalovce Juniperus communis, nebo podobně rostoucí kultivary jiných druhů. V sadovnictví lze zajistit rozmanitost jednak volbou rostlinstva různého vzrůstu, charakteru, zbarvení a tím, že jsou rostliny a prvky seskupovány, aby bylo vytvořeno větší počet odlišných pohledů, kontrastních a rytmických. Pokud je v zahradě příliš mnoho různorodých prvků, mnoho atraktivních dominant, je pozornost diváka rozptýlena a je složité absorbovat nějakou společnou myšlenku, nebo si vychutnat celkový dojem. Zahrada se stává neuspořádaným nepořádkem, park se mění v nesourodé shluky stromů a keřů. Lze vyvodit, že méně je více, jedna nebo několik dobře volených a správně umístěných solitér dokáže oslovit pozorovatele více než mnoho nápadných dekorací a zachovat harmonii zahrady, nebo parku. Společné uspořádání více výrazných rostlin a nebo prvků působit vhodně, pokud jsou součástí různých pohledů, nebo jsou vhodně uspořádány, například jako alej (palmy v nádobách).

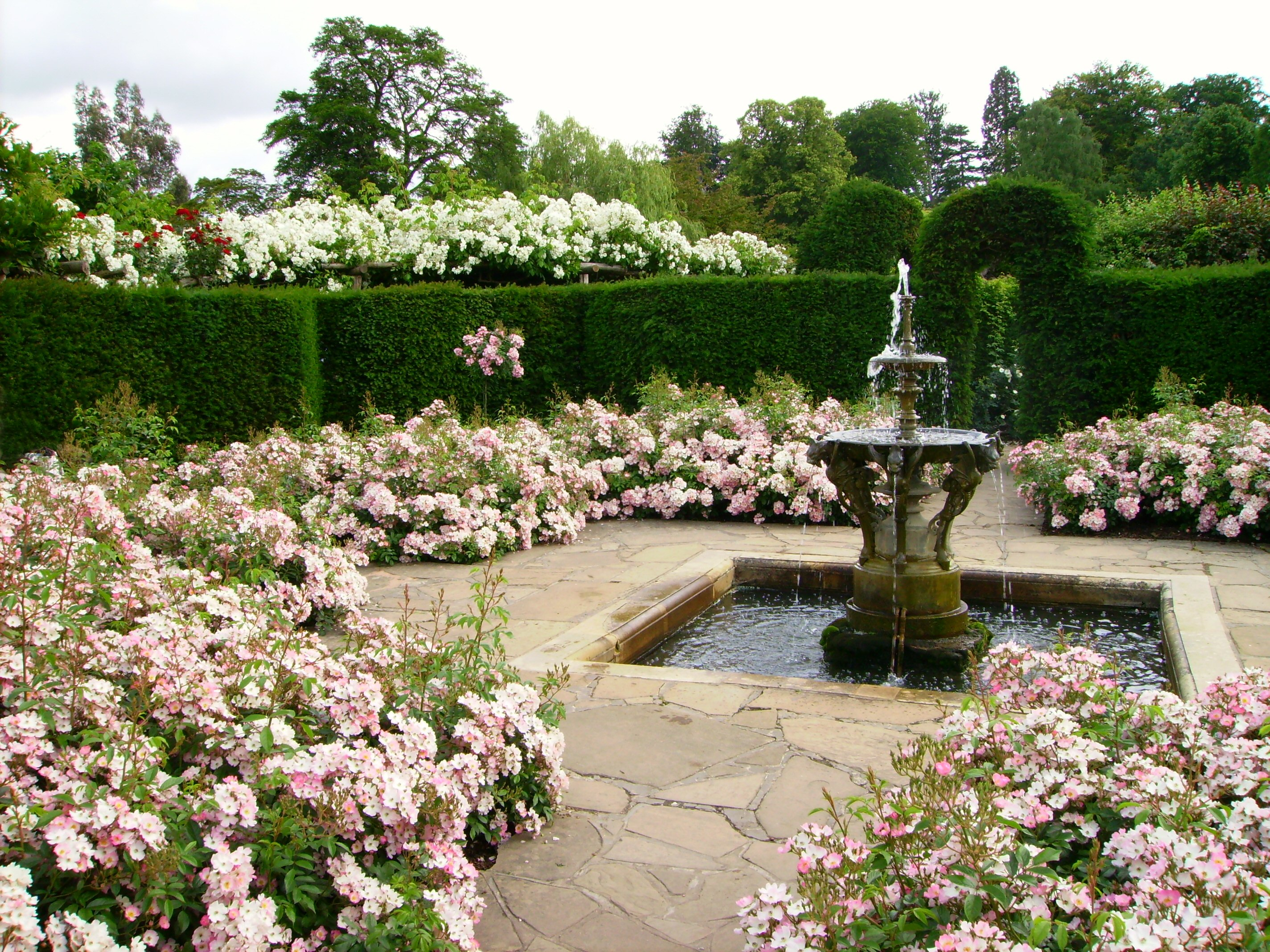
Ucelenost je pocit kontextu prvků a jejich zapojení do vyznění díla.

#### Ucelenost
Ucelenost je pocit, že velikost jednotlivých složek (krajiny rostliny) nebo skupiny složek v krajině je v souladu s krajinou, jako celkem. Dojem, vnímání kompozice je jednoznačně definovatelný. Interpretace díla je nikoliv rozpačitá, nebo roztříštěná, nebo nejasná. Jinými slovy, celková myšlenka je v souladu se základními prvky a jejich použitím.

#### Harmonie
Harmonie vychází z předpokladu, že vlastnosti použitých prvků a rostlin a jejich umístění jsou v nějakém vzájemném poměru a mají nějaký logický a estetický smysl. Prvky zahradní architektury, které vzájemně nemají vlastnosti v žádoucím poměru a vztahu, vytvářejí náhlé přechody a kontrasty, nebo nedostatek kontrastu a přechodu. Například vysoká kamenná zeď může být elegantním doplňkem velké rostliny, nebo velkého domu, ale umístěna k malému domu nebo k malému stromu by vypadala příliš velká a dům, nebo strom příliš malý.
Vyhovující smysl pro proporce, správné použití vhodné velikosti prvků v architektuře, je jedním základních pravidel a nástrojů zahradnické tvorby. Harmonie je dosaženo, když se divák cítí, že všechny rostliny v krajině zahrad se vzájemně doplňují a byly vybrány s úmyslem vytvořit společně nějakou kompozici, téma, myšlenku. Umístění rostlin v krajině promyšleně, pokud jde o jejich formu, je metoda pro vytváření harmonie a ucelenosti.

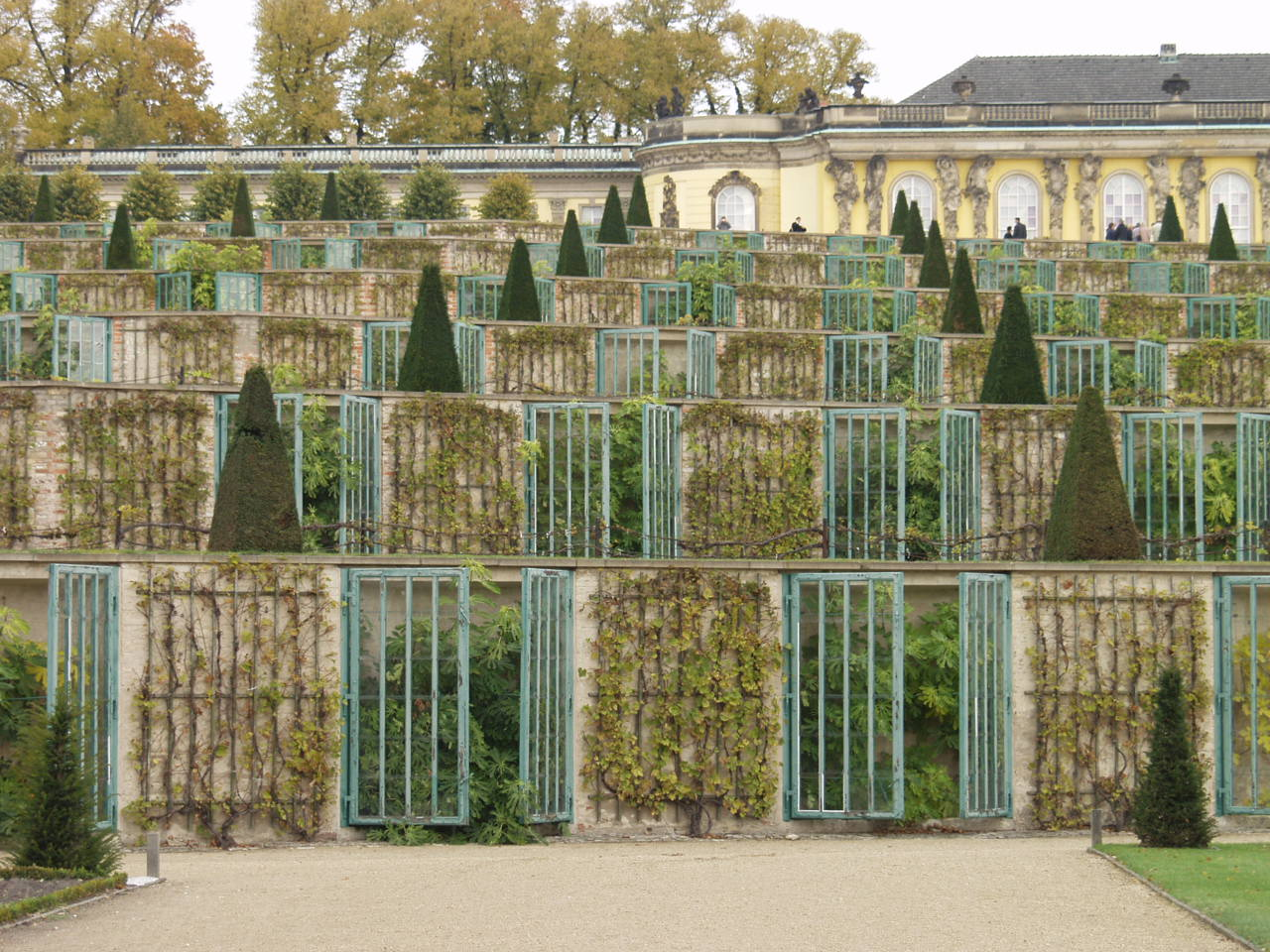
Rytmus a opakování nesmí převýšit přiměřenou míru.

V sadovnictví lze dosáhnout harmonie především sestavou prvků, které mají sice některé vlastnosti vzájemně odlišné, ale souzvučné alespoň v jiných charakteristikách (např. různě vysokých stromů podobných tvarem, stavbou koruny apod.) nebo tím, umístíme-li je v určitém zákonitém uspořádání jako sled, opakování nebo rytmus.
Pro harmonické vztahy mezi částmi celku je nepřípustné, aby střídání, kontrast, barevnost nebo jiné nástroje ale i uplatněné prvky (například stavební celky) použité při vytváření díla vybočily vlastnostmi a vztahy nad přípustnou mez, nebo byla porušena ucelenost a vhodnost použití díla do té míry, že by se části díla vzájemně potlačovala nebo se střídání a barevnost či různorodost zvrhly ve zmatek. Lze říci, že harmonie vyplývá ze správného a přiměřeného použití rozmanitých nástrojů tvorby v souladu promyšleného celku.
Vytváření rovnováhy a harmonie
V každé výtvarné kompozici, a tedy i v krajinářském obrazu, je důležité, aby podružné prvky odpovídaly ve svém souhrnu optickému účinku dominanty a aby při prohlížení obrazu a parkové nebo přírodní scenérie měl zároveň divák dojem, že obě poloviny, tj. jak levá, tak i pravá strana obrazu, jsou od pomyslné střední osy ve svém optickém účinku stejně působivé, jsou v rovnováze. Rovnováhy lze dosáhnout snadno tím, že stejné předměty (rostliny, záhony, sochařské výtvory apod.) umístíme na obou stranách osy v přesně stejném uspořádání jako zrcadlový obraz, tedy symetricky, nebo je umístíme tak, aby se optické účinky obou polovin vyrovnaly nesymetricky, tj. v pouhém součtu účinku — přičemž nemusí být ani materiál, ani jeho rozmístění stejné. Toto rozlišení v řešení rovnováhy je důležité, neboť na něm hlavně závisí skladební rozdíl mezi tzv. formálními a neformálními zahradami.

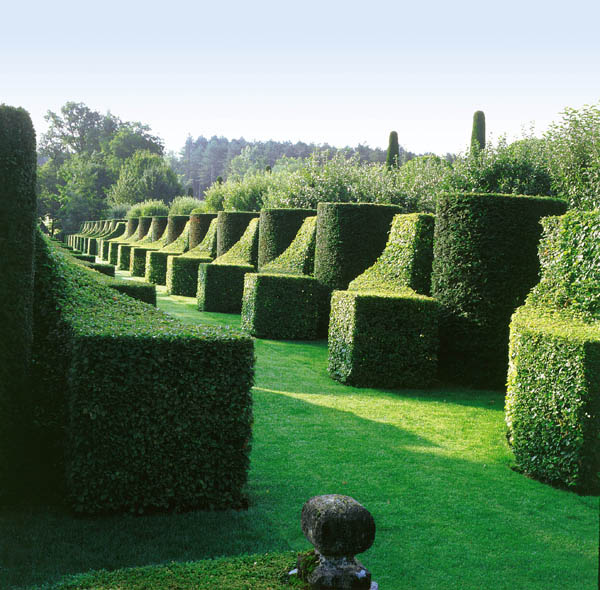
Symetrie a rytmus kompozice ze stříhaných keřů využitá i k zesílení vnímání perspektivy.

#### Smysluplnost
Mezi kritéria bývá v sadovnické architektuře zařazována i smysluplnost, která blízce souvisí s uceleností díla.
Účelnost díla hodnotíme podle možnosti smysluplného využití. V sadovnictví takto lze ocenit hodnotu praktické možnosti využití zvláště u zahradních staveb a doplňků, cest, oplocení a podobných staveb. Objekty, které neplní svůj účel, jsou hodnoceny jako nadbytečné a to na nich bývá patrné již na první pohled. Každá kompozice musí vyhovovat i po stránce logické, tj. působit dojmem opravdovosti, a proto musí být při vytváření díla nejen použit vhodný materiál a zapracován do celku podle jeho přirozené struktury a vztahů k ostatním částem díla. Výrazné prvky, dominanty a solitéry je nezbytné umístit v harmonickém vztahu s okolím a v souladu s předpoklady terénu a prostoru. Nelogické prvky, které jsou v rozporu s celkem, jako např. barevné elegantní betonové schody v historické rekonstrukci středověké zahrady, přírodní alpínum založené v rovině, kamenný most uprostřed rovného palouku, nebo nevelký záhon květin, na který z cesty stěží dohlédnete, působí stejně přirozeně a smysluplně jako velký billboard zvoucí na rychlé občerstvení uprostřed pohledu na francouzský park. Nevyhovuje-li některá část logickému uspořádání, nebo praktickému smyslu, působí směšně, nebo nepříjemně, i kdyby byla v detailech opravdu pěkně provedena.

### Nástroje tvorby

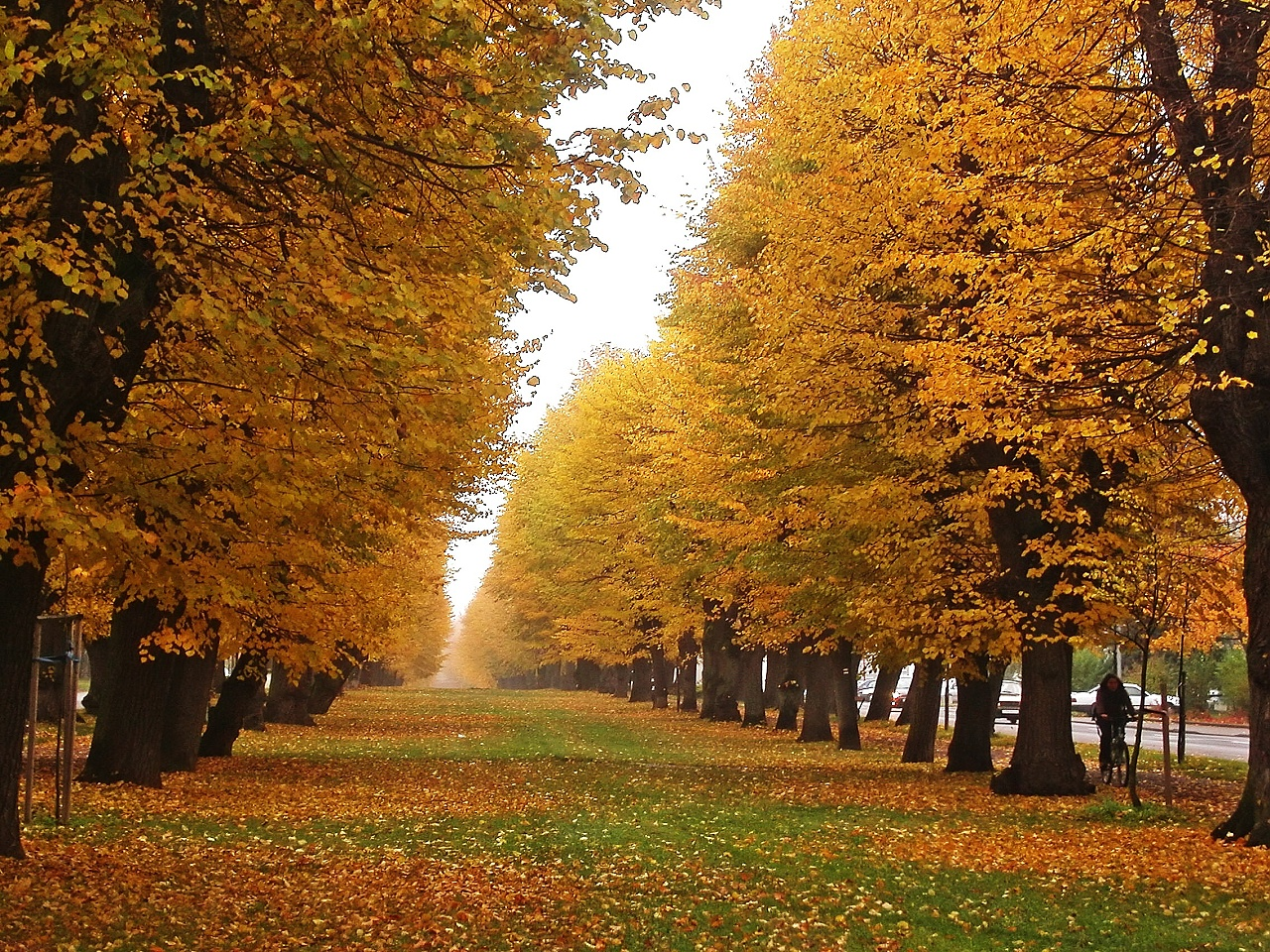
Symetrie a rytmus aleje.

#### Symetrie a rytmus
Při sadovnických úpravách lze jako mocný nástroj použít geometrie. Zákonité opakování a symetrie ve více, nebo méně nápadných rytmech a osách. Tímto způsobem snadno docílíme ucelenosti díla s rizikem, že je velmi omezen přirozený vzhled. Výsledek omezení přirozeného vzhledu může být neočekávaně silně negativní. Stejný pocit můžete mít, když jdete hlubokým smrkovým lesem a zjistíte, že všechny stromy jsou v zákrytu, v liniích a stejného stáří a velikosti a že kromě smrku zde nic neroste. Všechny stromy jsou identické a les je stejný a nepříjemně umělý v každé své části. Přiměřenost rytmického opakování je zde přes míru očekávání. Dává pozorovateli pocit, že stojí v továrně na dřevo, uprostřed plantáže, podobné kukuřičnému poli.

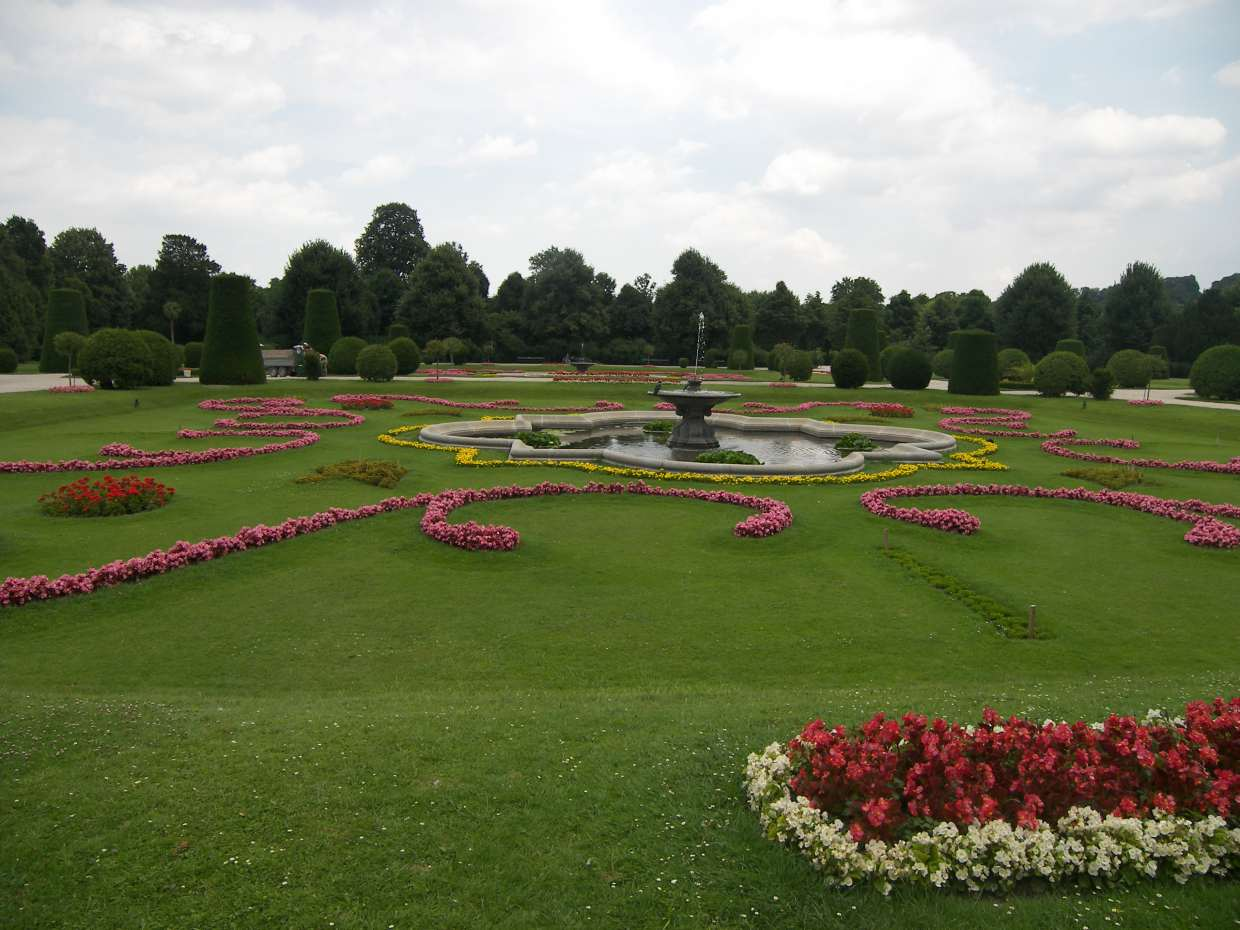
Pravidlům symetrie a rytmu ve francouzském parku podléhají všechny prvky výsadby.

Rytmus je obecně tvořen opakováním motivu. V sadovnickém návrhu se motiv skládá například z použitých rostlin. Terénní úpravy a stavební prvky jednoho typu mohou být seskupeny v řadě, nebo jako plot. Potom směřují pohled diváka ve směru rytmického seskupení, spíše než v jiném. Protože opakování, jako seskupení prvků v intervalech vzniká jako činnost člověka je vhodné méně používat opakování v parcích a zahradách napodobujících původní přírodu. Zejména lze jmenovat přírodně krajinářský park, japonskou, čínskou zahradu, nebo přírodní zahradu. Což neznamená, že symetrie a rytmus zde nemohou být v nějaké formě, nebo v smysluplném výrazném prvku (alej) nenásilně použity. Opakují-li se v díle některé prvky nebo motivy bývá jejich uspořádání jiné ve formálním slohu francouzské zahrady a jiné v přírodním parku. V geometrické zahradě může být naprosto pravidelně opakováno jak umístění, tak i celé motivy a jejich části až do hloubky detailu, jako například výsadby záhonů, nebo okraje pravidelného bazénu. V přírodním parku, i když se prvky mohou vat, musí se alespoň různě umístit, tedy stejné prvky se mohou použít jen některých místech a v rozličném seskupení, ale nesmí být příliš často použito.
Cílem využití opakování jako motivu je kontrola pohledu diváka, kontrola nevědomých pohybů oka (po liniích kompozice), způsobem, který nejvíce přispívá k zhodnocování vytvořené sadovnické kompozice, upozornění na některé prvky scény, jejich zvýraznění. Například zvýraznění průhledu, nebo dekorací, které mají být obdivovány.

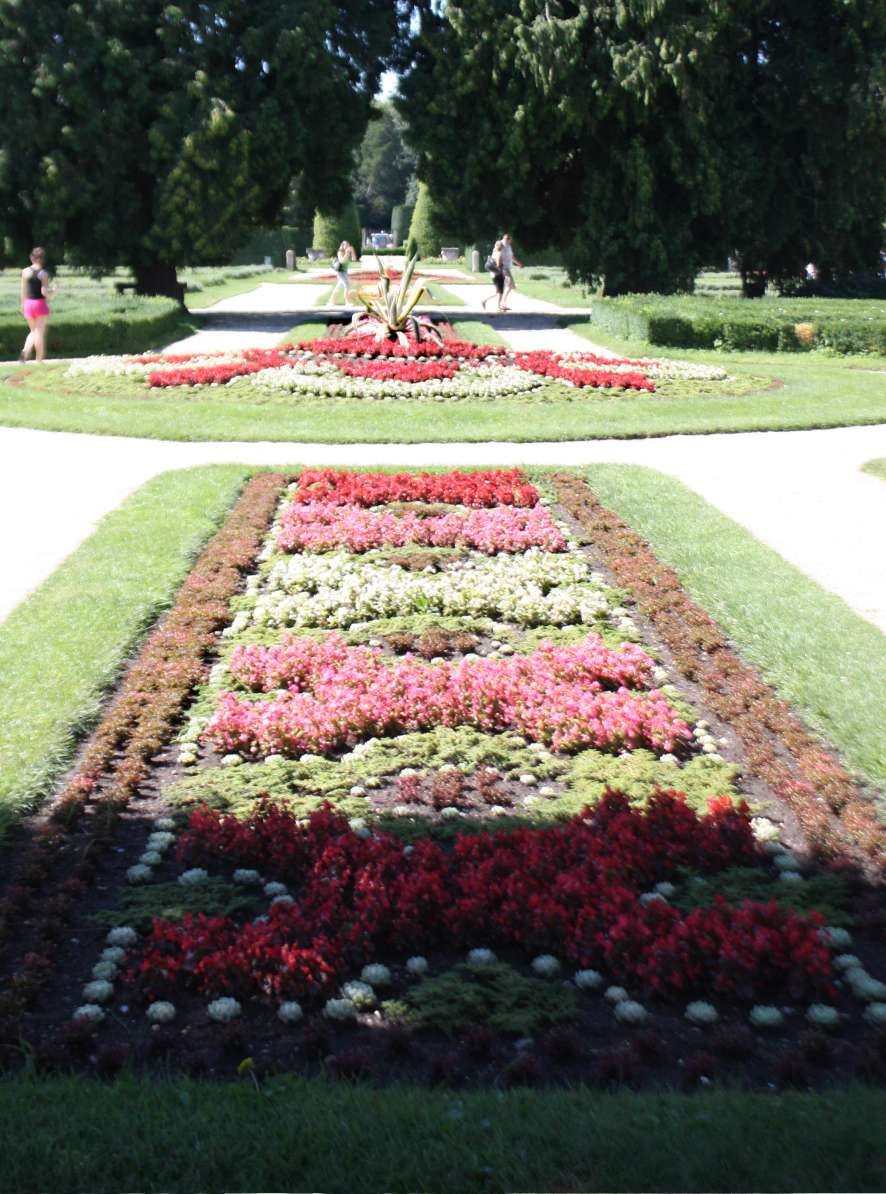
Sled. Změna ladících barev v letničkovém záhonu při zachování tvaru obrazce, který je rytmicky opakován.

#### Sled
Opakování, pravidelný rytmus podporuje jednotu. Překročením míry použití může být jednota únavná, vedoucí ke stereotypu. Proto je vhodné pravidelný rytmus ozvláštnit. Jednou z cest jsou rostliny, které se liší ve struktuře. Textura je natolik jemný prvek, že může být použit na řadu zahradních úprav, aniž by zničil jednotu vyjádření. V souladu s kontrastem v dalších vlastnostech použitých rostlin lze rytmus stejných dřevin v pravidelných rozestupech povýšit na plynulý sled. Takto lze například v logickém rytmu použít výsady různě vysokých stromů podobných tvarem, stavbou koruny, ale odlišných například strukturou olistění. V sadovnictví tak lze použít k harmonizaci výsadby sestavu prvků, které mají sice některé vlastnosti viditelně odlišné, ale podobné,nebo příbuzné alespoň v jiných charakteristikách.
Pokud jsou skupiny dřevin vysázeny v určité zákonité posloupnosti vzniká opakování a rytmus. Mění-li se postupně i alespoň jedna charakteristická vlastnost, tak aby změna byla patrná v plynulé radě a v určitém směru, nazýváme efekt, který takto vznikl, sled.
V průběhu rytmu se může měnit tvar, velikost nebo zbarvení, ale většina ostatních vlastností zůstává stejná. Sledem dodáváme obrazu pohyb, z rytmu se stává příběh. Pro toto uspořádanější je nejvhodnější pokud, můžeme změny plynule pozorovat. Jakkoliv mohou být v okolí sledu i jiné zajímavé obrazy nesmějí porušovat souvislost sledu a rytmus pohybu.

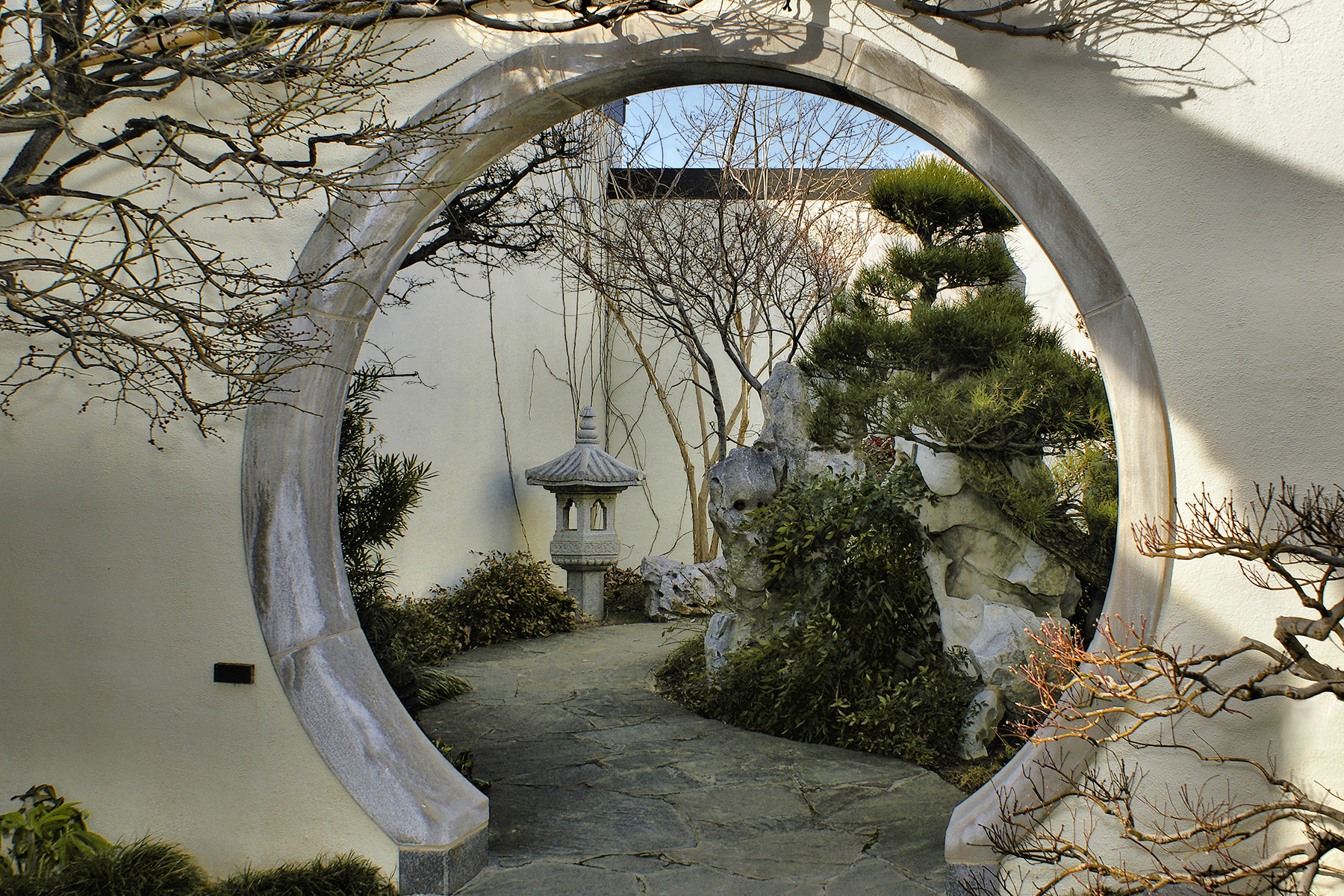
Čínské zahrady jsou typické zarámovanými pohledy. podobně jako malíř vytváří obraz, architekt vytváří trojrozměrnou kompozici.

#### Rámování
Rámování je vnímáno jako zařazení jednotlivých prvků do celku který je nějak ohraničen ,nebo ukončen. Lze jej vyřešit pomocí přímky. Například tomuto účelu slouží zeď, kulisa stromů, živý plot, alej. Také je vhodné využití linie. Například přímá dlážděná cesta vedoucích k sochařských artefaktům, nebo pergoly s popínavými rostlinami uspořádané tak, aby tvořily lemování, které zaměří pohled diváka na určené směrem. Vhodné orámování je výrazovým prvkem, který silně ovlivňuje vyznění výsadby a prvků. Výsadba pnoucích růží na kamenné zdi využívá kontrastu neživého kamene a kvetoucí rostliny. Kamenná zeď rámuje dílo a je jeho zásadní součástí. Vhodně volený dřevěný plůtek kolem výsadby trvalek asociuje venkovské stavení a vhodně doplňuje výsadbu trvalek. Velkým krajinářským scenériím vytvoří výrazný rámec obrazu stromy, menším i okrajová výsadba keřů. Okolnost, že rámec jednoho pohledu je obvykle zároveň součástí skladby obrazu druhého, není v sadovnictví na závadu, naopak dílo je tím zajímavější.

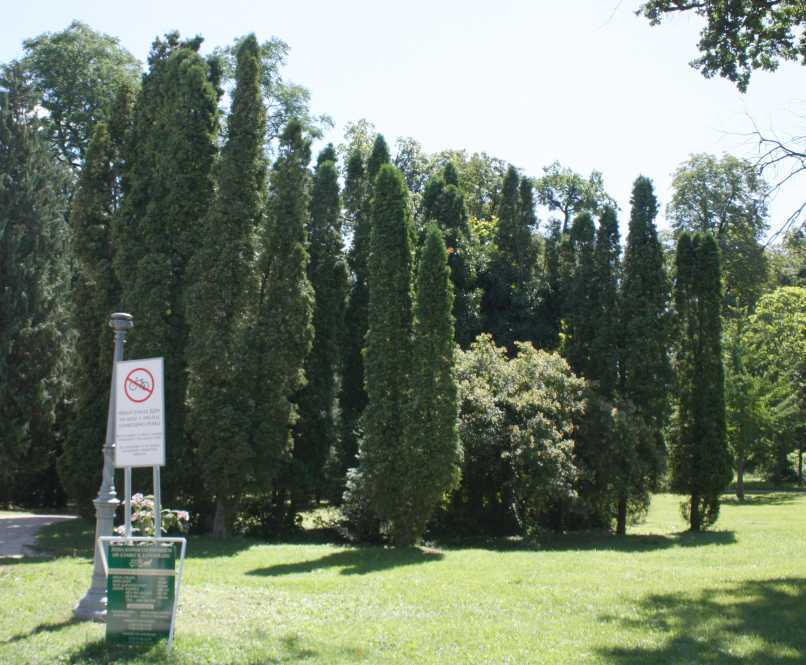
Velké nahloučení vertikál u kompozice a sloupovitými tújemi Thuja occidentalis 'Malonyana'

#### Linie
V sadovnické projekci jsou kromě linie výsadby (zejména aleje a záhony) významné linie tvaru jednotlivého použitého předmětu a v krajinářství především kmen a rozvržení hlavních větví stromů, obrysové linie, které se označují jako habitus, tvar představující nárys tělesa.

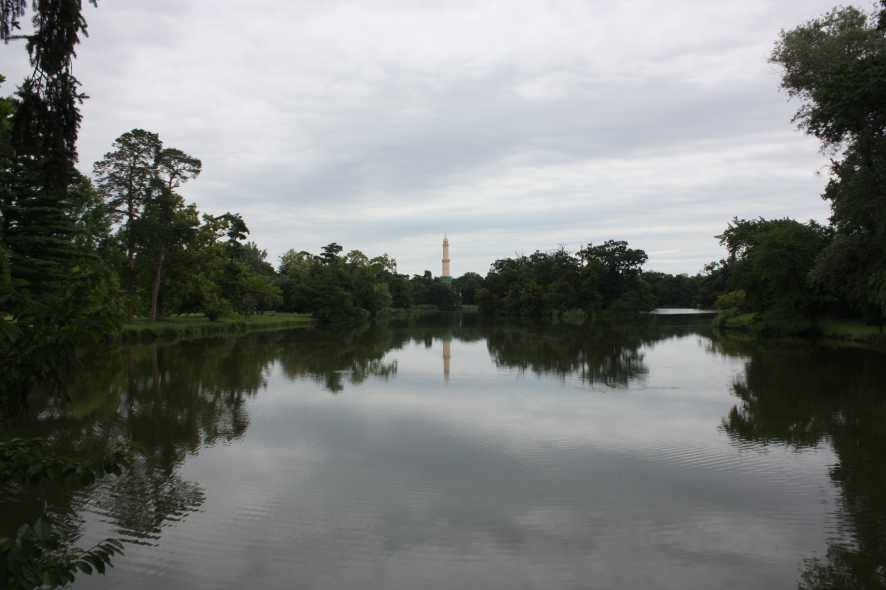
Linie v průhledu na krajinu vedou oko k významnému prvku. Pohled je nenásilně rámován okolními vyššími dřevinami Téměř symetricky rozložená skladba dřevin bez výrazné rozmanitosti.

Tvar a uspořádání prvků se jeví divákovi jako systém různých linií a čar, které ohraničují nebo vyznačují formy těles. Tyto čáry jsou tedy v sadovnictví jen pomocným prvkem, který si do svého obrazu přimyslíme nebo vkládáme (při skice) pro snazší analýzu uměleckého díla a soustavy. Tyto pomyslné linie ovládají podrobnosti celé kompozice a na jejich vzájemném uspořádání závisí především efekt uměleckého díla. Podle toho, jak a kde se tyto pomyslné linie uplatňují, rozlišujeme je na linie osové, obrysové a perspektivní.

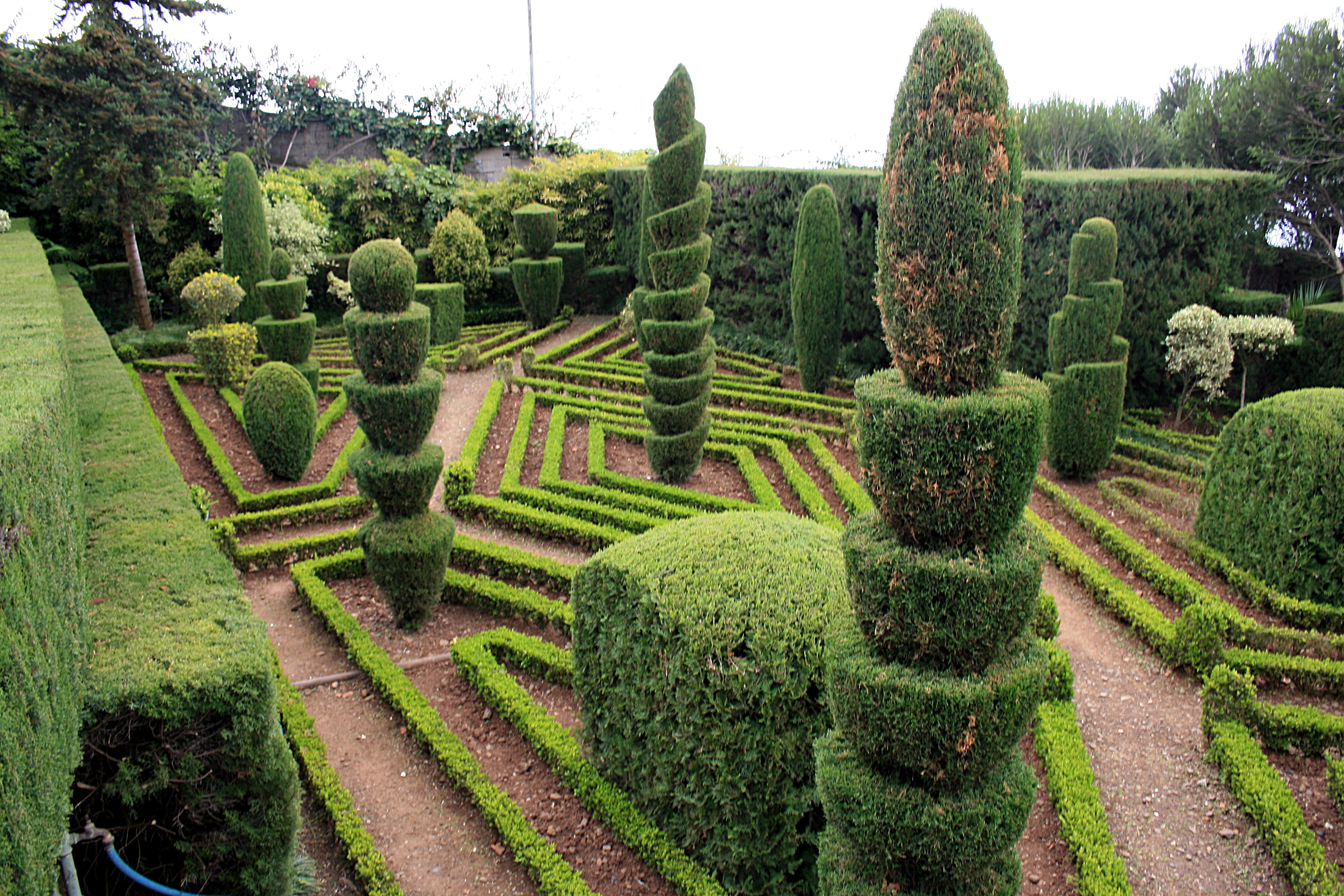
Linie u množství různě upravovaných dřevin nepůsobí roztříštěně díky ucelenosti díla.

Perspektivní linie, vyjadřující v prostoru sbíhavost k tzv. styčnému bodu, mohou být buď totožné s obrysem předmětu (linie terénu, domu, okraje cest, břehy potoka a řeky), nebo jen pouhou a pomyslnou spojkou vrcholů stromů, například u alejí. V přírodě se toto sbíhání při pohledu uplatňuje nejen mezi liniemi opravdu sbíhavými, ale sbíhavými se nám jeví i rovnoběžky. Oko je při posuzování obrazu (partie) těmito liniemi silně přitahováno a vedeno na ta místa, kde se linie vzájemně vyrovnávají. Proto jsou průsečíky linií body zvláštního zájmu (viz zaostření) a jako takové musí být umístěny v zajímavé části obrazu, třebaže se často při krajinářské tvorbě shledáme s tím, že dosavadní uspořádání linií těmto požadavkům nevyhovuje. Když není zájmová oblast dosti zajímavá, musíme její zajímavost zvýšit vhodným doplňkem, například. zajímavým stromem, dominantou, nebo solitérou, květinami nebo uměleckým výtvorem. Pokud linie působí příliš jednotvárně, lze přerušit fádní linii probírkou (vytvořit rytmus) nebo linii přerušit předsazením výrazného stromu, jehož vrchol ji převýší. Jinou možností je vysadit nižší dřeviny jako porost pod horizontální linií a dát linii pohyb.
Osové linie charakterizují postavení nebo pohyb prvků. Obrysové linie představují nárys tělesa nebo jeho půdorys. Perspektivní linie, vyjadřuje sbíhavost k tzv. styčnému bodu, mohou být buď totožné s obrysem předmětu (linie terénu, domu, okraje cest, břehy potoka a řeky), nebo jen pouhou a pomyslnou spojkou vrcholů stromů, např. alejí. V přírodě se toto sbíhání při pohledu uplatňuje nejen mezi liniemi opravdu sbíhavými, ale sbíhavými se nám jeví i rovnoběžky. Oko je při posuzování obrazu (partie) těmito liniemi silně přitahováno a vedeno v ta místa, kde se linie vzájemně vyrovnávají.
Vztahy mezi vnímáním a liniemi jsou podobné jako u linií obrazové kompozice fotografie, nebo malby a lze je obdobným způsobem použít. Vodorovné linie působí zklidňujícím dojmem, šikmé linie vzbuzují pocit pohybu. Při komponování obrazu je vhodné se vyhýbat vytvoření přímých, rovnoběžných a vodorovných linií a naopak se snažit dosáhnout rovnováhy různých šikmých linií, čímž se snáze vytvoří zároveň rovnováha hmot. K lepšímu řešení situace neuspokojivé situace v kompozici je vhodné zamyslet se nad černobílou fotografií kompozice, na níž lze snáze vyhledat výrazné linie, povrchy, hmoty a kontrasty.

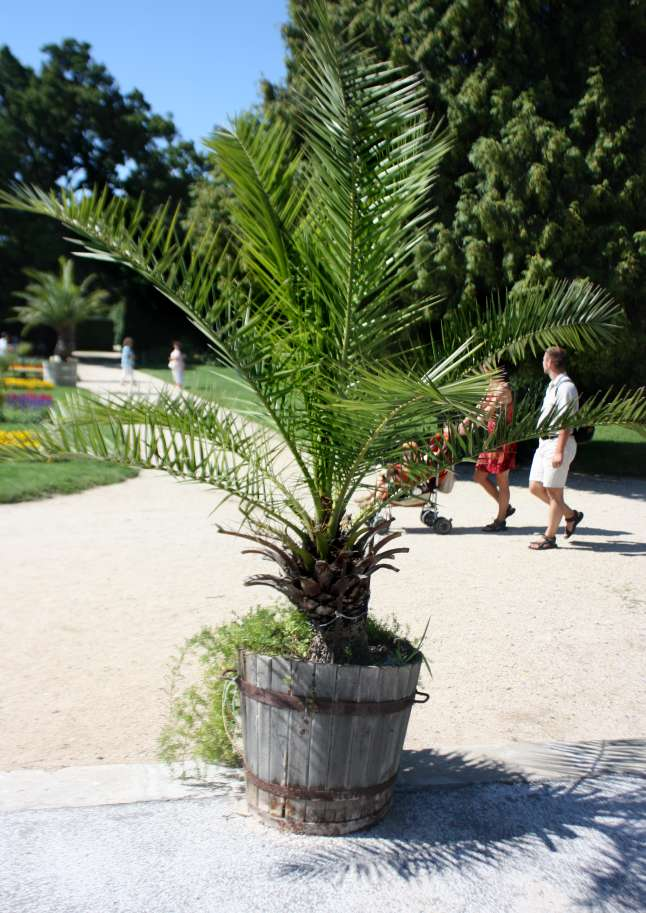
Mobilní zeleň může být také použita jako výrazná solitéra úpravy.

#### Solitéra a dominanta
V každém uměleckém díle může být některá jednotka tak výrazná a tak umístěná, aby poutala pozornost jako hlavní součást celé skladby. Aby se tak mohlo stát, musí být jednak předmět sám o sobě zajímavý nebo nápadnější, aby převládal nad ostatními, které mu jsou podřízeny, jednak musí být ostatní část skladby řešena jako kompozice, která poutá pozornost k dominantnímu prvku. Kdyby předmět, k němuž je pozornost vedena, nebyl dosti výrazný,pozornost pohledu by se rozptýlila. Stejně chybná by tato kompozice byla, pokud by výrazné prvky neúmyslně strhovaly naši pozornost od dominanty nebo byla kulisa obrazu byla neúměrně zdůrazněna, a tak zeslabovala účinnost dominanty. Výraznou dominantou je solitéra. Solitéra zdánlivě není harmonickou součástí celku, na rozdíl od dominanty je dokonce jediným a osamoceným prvkem, který se naprosto odlišuje od okolí. Harmonie solitéry a okolí je ve vyváženém dramatickém kontrastu, kdy okolí podobně jako u dominanty vytváří odlišností vyvážený protiklad. U solitéry je velmi důležitý výběr okolí a jeho vlastností, stejně jako výběr solitéry.

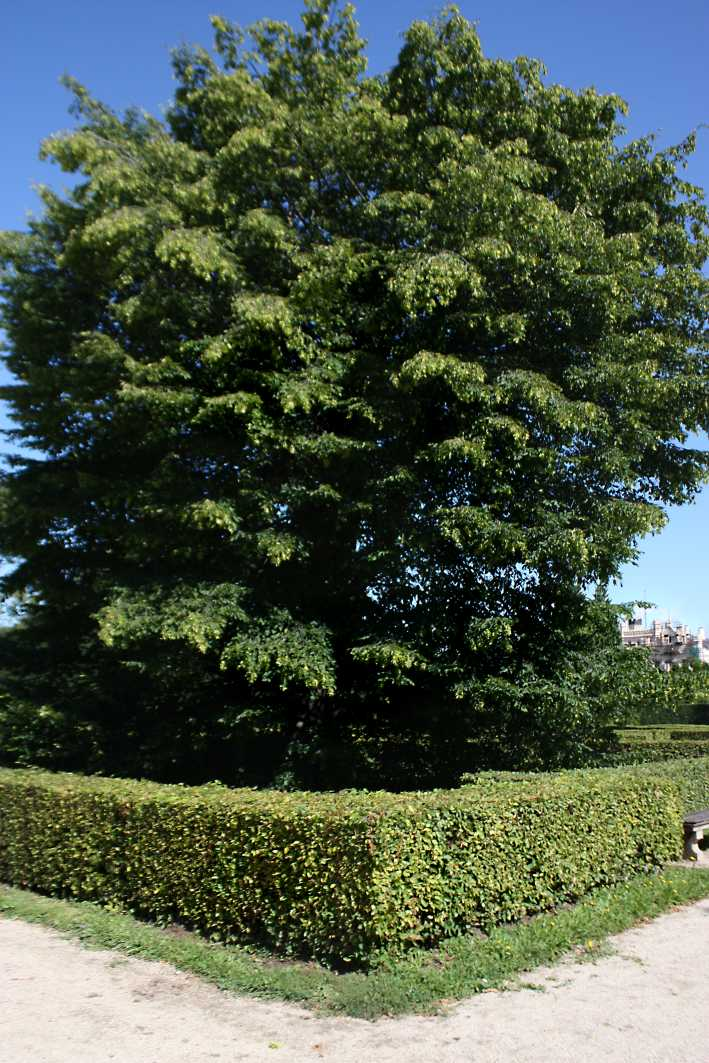
Působivý kontrast volně rostoucí dřeviny a přísně stříhaného živého plotu.

#### Kontrast
Umístíme-li vedle sebe dva prvky v některé charakteristice navzájem nápadně odlišné, vytvoříme kontrast (protiklad), jehož význam se nesmí podceňovat ani v díle zahradního architekta. V sadovnictví se uplatňují kontrasty jednak ve tvarech, jednak v barvách. Tvarové kontrasty vnímáme nejčastěji jako rozdíly v povrchu, habitu, vzrůstu, způsobu růstu, nebo například velikosti tvaru či rozměru listů. Kontrastní skupinu lze vytvořit seskupením malého počtu stromů, které jsou vzájemně typicky odlišné tvarem, nebo vzrůstem. Například vysoký pyramidální strom (jehličnan) je v kontrastu se stromem s kulovitou korunou (nízký listnáč typu „Globosa“). Kontrastem je i protiklad části zastíněné výsadby a části osvětlené – výsluní. Ačkoliv takový kontrast není stálým výtvarným prvkem, nýbrž mění se během dne i ročního období, lze kontrast zčásti zmírnit osázením, mírným přechodem mezi výsluním a zastíněnou stranou nebo výsadbou clonící alespoň část zastíněného pozadí.
Světlolisté dřeviny jsou málo kontrastní proti listnatým dřevinám, nebo budově se světlou omítkou, ale velmi kontrastní proti pozadí tvořenému tmavými jehličnany, nebo vodní ploše. Má-li kontrast, který součástí myšlenky, celkového obrazu díla, dostatečně vyniknout, musí být často výrazně odlišný proti okolí, neboť jen porovnáváním je možno dostatečně zdůraznit kontrast a náležitě vnímat myšlenku, nebo pocit, který autor díla zamýšlí. Vhodnými kontrasty jsou světle kvetoucí dřeviny na tmavém pozadí jehličnanů, světlé, pestrolisté kultivary na pozadí tmavých červených variet javorů a dubů. V malých částech jsou vhodným příkladem nízké jehličnany, jako podrost mezi nevysokými listnáči kulatého tvaru.
Přiměřenost použití kontrastu
Kontrast musí působit v souladu s celkovým uspořádáním a jako logická a nedílná součást díla. Příliš nápadné kontrasty v jinak harmonické výsadbě mohou vyznít křečovitě. Kontrastní působení různorodých prvků a dřevin mezi sebou ve výsadbě je běžné a žádoucí. Časté opakování kontrastů může překročit míru přiměřenosti. Zvláště nepříjemně působí taková výsadba, kdy je z jednoho stanoviště vidět opakovaně více podobných kontrastů. Je ovšem třeba zohlednit rozdíl mezi rozlehlými celky a menšími částmi. Podobně jako obraz malých rozměrů (miniatura) připouští prudší kontrasty než obraz velký, tak i v sadovnictví uplatňujeme kontrasty hlavně v menších celcích a výsadbách, nebo částech velkých výsadeb. Ve velkých parcích, tam kde jsou výrazné kontrasty viditelné ve větším kontextu, používáme výrazné kontrasty zřídka.

#### Zaostření
Zaostření nutí diváka k pohledu na určité zvýrazněné místo. Solitéry a dominanty, výrazné prvky a nápadné části kompozice jsou použity v zahradní designu tak, aby upoutaly pozornost. Bez atraktivních prvků by park, nebo zahrada byla jen pásem rostlin, který výrazně nepůsobí na mysl a vnímání. Pokud je součástí parku vodotrysk, převislá vrba, nebo dramatický ornament může upoutat pozornost a vzbudit asociace. Aby se zájem soustředil na ústřední prvek je vhodné pohled upoutat nápadným okolím v blízkosti prvku, který má být zvýrazněn. I když zaostření může být dosaženo různými prostředky (rámování, linie, apod.), je intenzivnější zaostření vhodné vytvořit pomocí vyváženého a konzistentního uspořádání prvků.

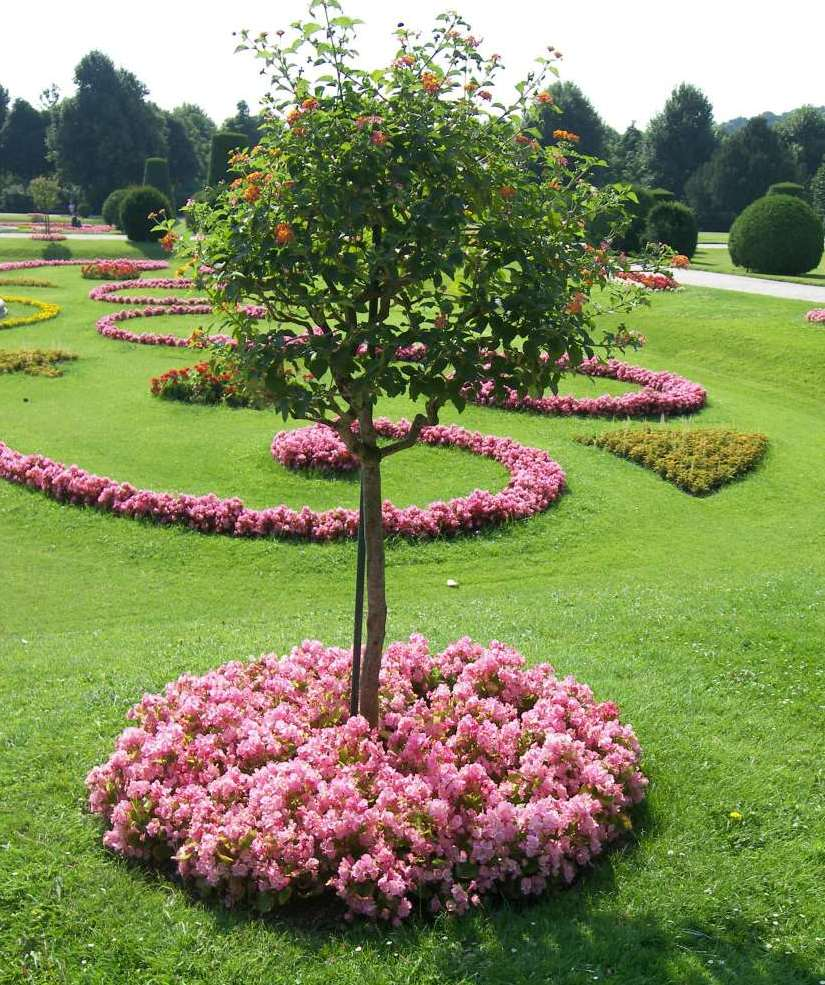
Výsadba letniček silně podporuje zaostření na cenný prvek výsadby.

#### Světlo a stín
Hodnota uměleckého díla je určena nejen uspořádáním tvarů a linií, nýbrž i správným rozdělením světla a stínu, které dodává obrazu životnost a plasticitu.V přírodě jsou světlými elementy louky, vodní plochy a cesty, kdežto kopce, návrší a stromy působí většinou temněji, a proto dodávají obrazu tmavší tóny. Tyto stíny jsou v přírodním obraze dány jednak tím, že stromy a keře se jeví oku tmavší než například travnaté plochy, a jednak tím, že stromy a keře vrhají stíny a zabraňují nebo zmenšují osvětlení jiných předmětů, které se nám jeví v místech vrženého stínu tmavší než nezastíněné prvky.
Mezi světlem a stínem musí být i v zahradách správný poměr — vzájemná rovnováha. K loukám a k větším vodním plochám se hodí jako vyvážený protiklad především masívní stromy, jako jsou duby, buky, lípy, nebo kaštany. Střídání světelných a stinných prvků dává partii velmi určitý výraz, a proto ae nesmí často opakovat ve stejném nebo v příliš podobném seskupení. Dobře nepůsobí ani takové uspořádání, při němž se v obraze často střídají světlé a tmavé plochy, tím se vnáší do pohledu neklid ani takové, kde světlé a tmavé prvky zaujímají příliš velké prostory. Ačkoliv nelze stanovit přesné pravidlo, je obvykle nejvhodnější poměr mezi světlými a tmavými plochami asi 3 : 2.

#### Perspektiva
V kompozici zahrad se stejně jako v ostatních odvětvích výtvarného umění uplatňují perspektivní efekty. Záleží nejen na skutečné velikosti pozorovaného předmětu, ale i na jeho vzdálenosti od oka (čím je dále, tím se zdá být menší). Dalšími efekty jsou, že se rovnoběžné linie při pohledu vlivem perspektivy zdají sbíhavé a že se při srovnávání dvou stejně dlouhých linií zdá delší ta, která je přerušovaná. Také určitá plocha rozdělená v menší oddíly se zdá větší než nerozdělená velká plocha.
V sadovnictví, podobně jako v malířství, lze zesilovat účinek perspektivy vypracováním popředí, středu a pozadí.
- Popředí je část obrazu, která je pozorovateli nejblíže. Jednotlivé předměty zde umístěné vidí oko v přirozené velikosti, barvě a struktuře, a tím se přesně odlišují od středu a od pozadí, v nichž detaily částečně splývají. Proto je důležité, aby popředí bylo řešeno co nejpečlivěji a aby bylo osázeno zvláště výraznými a ozdobnými rostlinami hutnějšími v barvě. Popředí obyčejně zaujímá v obraze nejmenší část, ale jeho zdánlivá velikost závisí na stanovišti pozorovatele; je-li pozorovatel výše než pozorovaná partie, zdá se popředí menší, dívá-li se do kopce, zdá se mu popředí větší, dokonce často neúměrné. Ke zvýšení celkového efektu lze orámovat popředí tmavými kulisami.
- Střed partie leží od našeho oka dál než popředí, ale blíže než pozadí. Proto se nám zdají jeho jednotlivé části menší a méně zřetelné než předměty v popředí. neboť jejich barva i struktura jsou poněkud zastřeny párami a částicemi jemného prachu obsaženými v ovzduší. Aby se střední partie náležitě uplatnila, musí být největší částí obrazu, méně propracovaná než popředí a osázena rostlinstvem sice výraznějším než v pozadí, ale jemnější struktury než v popředí (zvyšuje dojem prostoru).
- Pozadí a jeho působení je omezeno mimo velké vzdálenosti i působením atmosféry, který zeslabuje výraznost stínů a zastírá zřetelnost detailů. Jeho vlivem se zdánlivě mění i barvy jednotlivých součástí skladby, neboť přibírají lehčí namodralé, našedlé nebo nafialovělé tóny, čímž vzniká tzv. vzdušná perspektiva. Jejím vlivem se zdá být tmavý předmět na světlém pozadí menší a světlý předmět na tmavém pozadí větší, než jsou ve skutečnosti.

Všechny tyto jevy lze zužitkovat a jejich perspektivní účinky zesílit tak, aby optického klamu, iluze velké dálky bylo dosaženo stejně, jako malíř dodává hloubku svému obrazu například i pomocí postupného snížení zaostření a odpovídajícím výběrem tónů.

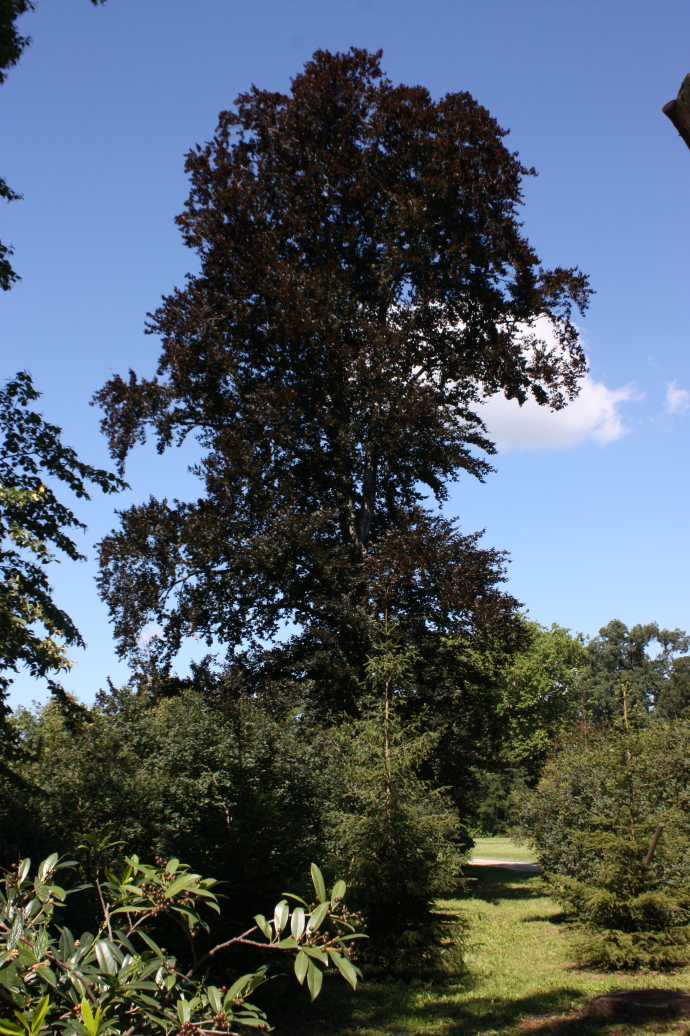
Červenolisté buky jsou výrazné barevné listnáče, které poutají pozornost.

#### Barvy
Barva je pravděpodobně nejvýznamnější dekorační faktor v zahradě a často brána v úvahu jako rozhodující vlastnost jednotlivého prvku. Vyšlechtění nových barev a odstínů bylo věnováno více pozornosti než jinému atributu květin.
Při prohlížení krajiny vidíme různě zbarvené povrchy, které se vzájemně odlišují, a to nejen svým zbarvením (že jsou např. zelené, červené apod.), nýbrž i měnlivostí tónů (bledě zelené, tmavozelené) a svou světelností, popřípadě pronikavostí účinku na oko. Mnoho diskusí o vlastnostech rostlin je zaměřena na barvu, strukturu a formu, více než na jiné vlastnosti. Ze zkušenosti víme, že nejpronikavější je bílá barva, po ní následuje žlutá, oranžová, červená, fialová, modrá a nejméně pronikavá je černá, protože pohlcuje všechny složky bílého světla. Černá barvaje nejen nejtemnější, ale i nejméně intenzívní.

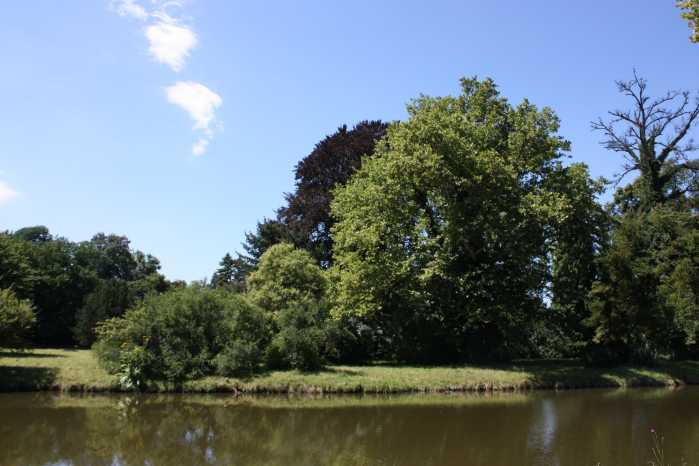
Dřeviny se světle zbarvenými listy více vynikají na pozadí dřevin s tmavými listy.

Dobrý zahradní architekt musí dokázat kombinovat barvy tak, aby výsledný produkt byl libý oku pozorovatele. Jen praxí a experimentováním je možné vyvíjet barvocit a umožnit vidět rozdíly mezi odstíny barev a jejich vzájemné působení.
Účinek odrazivosti
Odrazivost, účinek paprsků odražených od povrchu předmětu na oko pozorovatele musíme mít v patrnosti zvláště při sestavování barevných efektů na takových místech, kde část pohledu je ve stínu a část na výsluní, neboť jinak by se mohlo stát, že by se při nesprávné volbě tónů některé barvy z dálky ztrácely, nebo naopak by působily příliš pronikavě. Při vysazování skupin sestavených z různého a hlavně různobarevného nebo různě kvetoucícho rostlinstva musí být brán v úvahu nejen jejich barevné seskupení (jako celku), ale poměr k ostatním částem kompozice. Je třeba si uvědomit, že barevné kompozice jsou našemu oku příjemné, jiné lhostejné a některé dokonce i nepříjemné.

##### Použití barevného kruhu
Základními barvami jsou červená, žlutá a modrá. Sestavíme-li tyto barvy ve stejných vzdálenostech na obvod barevného kruhu, vzniknou smíšením vždy dvou sousedících barev barvy přechodné, a to oranžová, zelená a fialová. Představíme-li si jejich pořadí, následují v kruhu barvy červená, oranžová, žlutá, zelená, modrá a fialová, z nichž dalším míšením vždy dvou sousedících můžeme vytvořit libovolný počet dalších přechodných barev. Na barevném kole jsou barvy uspořádány podle jejich vztahů k sobě, ve stejném pořadí, jak jsou uvedeny v barevném spektru. Většina moderních barevných kol obsahuje pouze 12 barev.
- 3 základní barvy: červená, žlutá a modrá barva. Stejně jako prvočísla, tři základní barvy nemohou být rozloženy na více základních barev.
- 3 odvozené barvy: oranžová, zelená, fialová. Každý střední odstín je kombinace dvou základních barev (například spojením červené a žluté barvy vznikne oranžová).
- 6 terciárních barev: Jsou kombinací základních odstínů se sekundárními barvami.

V přírodě najdeme však mnoho dalších odstínů. Nicméně pomocí barevného kola lze cvičit své oči vidět vztahy mezi barvami a jakým způsobem je řadit vedle sebe.
Harmonické kombinace
V praxi však je možné získat příjemný dojem z barev celkovým sladěním (harmonií) a vyvážením několika málo složek. Má-li být skladba barev ve výsadbě harmonická, může toho dosáhnout tím, že bude mít některé společné složky. Takovou nejjednodušší kombinací jsou aranžmá a kompozice, kde je ústředním motivem určitá společná barva. Tedy použité prvky musí mít buď společný odstín např. načervenalý, při barvách růžové, fialové, oranžové a podobně), nebo podobnou hodnotu, tón, (vydávají přibližně stejné množství světla), popřípadě podobnou intenzitu (když jasnější barvy budou našedivělé), avšak musí mít jinou charakteristiku. To může být dobrá varianta pro začátečníky, protože zabrání chaosu příliš mnoha barev v kompozici. Společné vlastnosti sladěných barev. V praxi však není určen příjemný dojem z barevné soustavy jen symetrií v barevném kruhu, ale i celkovým sladěním (harmonií) a vyvážením jednotlivých složek a náležitým střídáním odlišných barevných soustav.
V barevně sladěné kompozici,kde mají všechny prvky společný odstín, vyniknou dobře různé textury. Postupnou změnu odstínu v jednobarevné kompozici lze použít u aleje dřevin jako sled. Postupné přechody odstínů v kompozici vytváří dojem pohybu. Celkově je tato varianta kombinace barev působí jemně a je dobře přijímána. Je li při výsadbě však toto barevné vyjádření příliš dokonalé, změní se harmonie v jednotvárnost a naproti tomu u silně intenzivních barev směs působí křiklavým dojmem. Byť by taková kompozice nevadila u kytice květin, která v interiéru působí opět jinak a je třeba asociací svátku jara, nebo sv. Valentýna, bude rozhodně špatně působit u výsadby letniček ,nebo dokonce dřevin.
Lahodného a spolehlivě harmonického dvoubarevného seskupení barev dosáhneme výběrem dvou barev, ležících vedle sebe na barevném kole. Takové kombinace tvoří opticky harmonické a méně prudké barevné přechody.
Kontrastní barevné seskupení
Zkušenost nás učí, že směs pigmentů z barev v barevném kruhu diametrálně odlišných barev poskytuje barvu sice velmi neutrální (barvy doplňkové, komplementární), ale tyto barvy, jsou-li postaveny vedle sebe, působí na naše oko příjemně. Kontrastní kombinace jednotlivých barev může změnit jejich vnímání. Typickým případem takové kombinace je seskupení fialové barvy se žlutou, nebo oranžové s modrou apod.
Duplex
Jednoduchá kombinace barev používá pouze dvě barvy – duplex. Jde o barvy položené naproti sobě na barevném kole (červená / zelená, oranžová / modrá, žlutá / fialová.) Jsou-li takové kombinace použity bez společných odstínů, vyznačují se maximálním kontrastem. Proto může působit nejen podnětně, ale i znepokojivě, pokud je použito barevných ploch příliš mnoho. Vyplatí se tedy použít převahu jedné ze dvou barev a druhou zvýraznit jako soliterní, nebo dominantní část výsadby. Při vyvážené kompozici je vhodné využít i různých textur barvy a odstínů, spíše než příliš velkého množství stejné barvy.
Tři a více barev
Jako doplněk v případě příliš velkého kontrastu lze použít i další, třetí barvu a případně rozdílné barvy rozčlenit prostorově. Příjemně působí taková sestava, kde následují vedle sebe takové barvy, které jsou v barevném kruhu seřazeny v osách, symetricky, nebo v nějakém pravidelném rytmu tj. např. fialová, oranžová a zelená v kombinaci tří barev. Nebo například červená, oranžově žlutá, zelená a modrofialová v kombinaci čtyř barev a podobně. To platí za předpokladu, že zářivější tóny zaujímají podstatně menší plochu oproti barvám méně intenzívním, nebo že jsou voleny v méně sytých odstínech než barvy málo intenzívní.
Vhodné kombinace lze dosáhnout i tím, uspořádáme-li barvy tak, aby se přibližně stejně odlišovaly od základního tónu. Odlišení může být opět buď rozdílem v odstínech (např. žlutá a modrá skvrna na zeleném podkladě, zelená a oranžová na žlutém podkladě apod.), nebo rozdílem hodnoty (světle červená a tmavorudá na zeleném podkladě), popřípadě rozdílem v intenzitě (např. jasně zářivá červeň s matnou červení na středně jasném podkladě), ačkoli nelze zapomínat, že intenzita barvy obyčejně závisí i na odstínu a jeho barevné hodnotě a kontrast by neměl přesáhnout přiměřenost.
Polychromatické kombinace

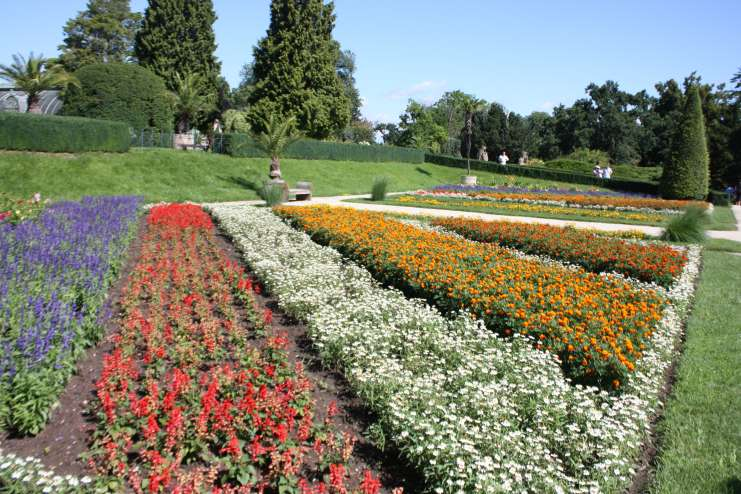
Kontrastní intenzivní barvy letniček.

Polychromatické kombinace využívají všech barev, ale jsou pro vyladění kompozice stejně náročné jako a vyžadují tolik přemýšlení a experimentování jako ostatní přístupy. Barevný soulad, vyjádření totiž souvisí i s množstvím a umístěním barev. Výsledkem nevhodného, nevyváženého, nebo nepromyšleného seskupení může být chaos. Barevné seskupení mají hlavní význam při vyvolání rovnováhy v obraze, a proto musíme zvláště dbát na to, aby barevné skvrny byly vyváženy i velikostí a umístěním. Barvy lze uspořádat i ve sledu. V takovém případě by změny měly změny progresivně postupovat od hodnoty nejjasnější k nejtmavší, např. od bílé přes různé odstíny růžové až do tmavočervena, případně se v sledu rytmicky opakovat.

##### Barvy a vlastnosti
Účinek nasycení barev
Silné neředěné odstíny a barvy poutají pohledy a jsou výrazné z dálky, tedy je lze použít i na zbarvení větších vzdálených ploch, výsadby střední části a pozadí kompozice. Silné neředěné barvy jsou vhodné také jako výrazný doplněk dalších kombinací. Světlé tónované pastelové barvy prosvětlují kompozici a mohou být vhodně použity na výsluní a v popředí. Tmavé odstíny a odstíny s získané přidáním černé k původním barvám a polotóny získané přidání šedé barvy značně umocní dojem prostoru, jsou-li požity na vzdálenějších místech kompozice, ale mohou v kompozici zanikat, nebo působit tlumivě.
Váha, hmotnost barev
Žlutá barva má nejnižší hodnotu, fialová má nejvyšší hodnotu (s výjimkami bílá a černá). Oko vnímá nejnižší hodnoty jako první. Je opticky žádoucí, aby byly lehčí barvy umístěny spíše výše, těžké barvy spíše níže v barevné kompozici, lehčí barvy na výraznější prvky, těžší barvy na potlačené prvky, nebo kontrastně.
Teplota barev
Červená, žlutá a oranžová jsou považovány za teplé barvy. Zelená, modrá a fialová, jsou považovány za chladné.
Je však možné měnit teplotu, smícháním barev. Přidáním červené do fialové lze získat výrazně teplejší kombinace.
Studené barvy mají modrý podtón. Studené barvy vyvolávají dojem větší vzdálenosti. Vyjadřují chlad, odloučení, stabilitu a klid. Jen zřídkakdy odpoutávají pozornost od hlavního bodu kompozice. S doplňkovými barvami vytvářejí efektivní kombinace kontrastu a barevných variací.
Teplé barvy mají žlutý podtón. Připomínají zbarvením předměty s vyšší teplotou, atraktivní jedlé plody a vyjadřují pohodlí a energii. Tyto barvy mají tendenci snižovat pocit vzdálenosti a budit dojem zdánlivého pohybu směrem k pozorovateli.
Podmínky, které mohou ovlivnit působení barev
Vnímání barev se liší od člověka k člověku a mohou být značně ovlivněny názory okolí a módou. Vnímání jednotlivých kombinací ovlivňují i barvy v okolí kombinace. Přirozené světlo mění sytost barev během dne. Červená se stane nevýraznou při soumraku, zatímco bílá začne zářit. Textura listu nebo květu ovlivní rozptýlení světla, a proto i vnímání barvy. Hladší povrch způsobí více odraženého světla a projeví se sytější barvou. Barvy s narůstající vzdáleností ztrácí na intenzitě a proto na vzdálenější části kompozice je možné a vhodné použít i velmi výrazné barvy. Naopak příliš ostré, kontrastní kombinace v popředí působí dráždivě. Barvy rostlin se mění v průběhu roku, i v průběhu dospívání rostliny. Mladé a rašící listy, nebo jehličí má někdy odlišnou barvu oproti vyvinutým listům. Je třeba to vnímat při plánování výsadby.

## Dřeviny v sadovnické tvorbě
Stromy a keře mohou mít nejen mnoho barev, ale i množství různých tvarů, zejména v případě zahrneme li možnosti řezem upravených dřevin. Ale i přirozeně rostoucí formy kultivarů zahrnují volně i přísně kuželovité, sloupcové a kulovité tvary. Působení jednotlivých částí dřeviny je třeba vzít v úvahu, stejně jako barvu a tvar koruny. Textura habituje různá u kroucených větviček kultivaru lísky, sloupovitých topolů (Populus nigra „Italica“) se vzpřímenými větvemi. U jemných větví ptačího zobu, nebo i stejně jemných, ale převisajících vrb (Salix c.. „Pendula“), nepořádně rostoucích budleií, nebo strnulých jalovců. Takové vlastnosti dřevin vyniknou v zimě, ale jsou výrazné i během vegetace a někdy mohou sehrát největší roli při výběru dřeviny. Rostliny, stejně tak jako ostatní živé organismy, prodělávají během svého života změny velmi pronikavé, neboť se vyvíjí a dospívá, pak stárne a nakonec odumírá, aby učinilo místo exemplářům jiným — mladším. Je proto třeba uvažovat o díle architekta jako celku,organismu, který se vyvíjí a jako takový mění. Přičemž by dílo mělo být schopno ukázat v průběhu dospívání a vývoje estetické kvality.
Rozdělení dřevin na skupiny podle výšky
V sadovnické praxi rozlišujeme: zeleň vysokou (stromy), zeleň střední (keře) a zeleň nízkou (podrost), bylinné patro) (trvalka, letnička a dvouletka). Vzrůst a tvar u všech těchto skupin je dán rozvětvením nadzemních částí (lodyh), a to u dřevin postavením, tloušťkou a hustotou větví a větviček.

### Dekorativní znaky částí dřevin
Kmen
Kmen dřevin se uplatňuje nejen svou mohutností, délkou a tloušťkou, ale i strukturou a zbarvením kůry. U většiny stromů je kůra hladká a teprve později různými způsoby puká a vytváří charakteristickou borku. Tato borka je u některých druhů různě hrubě rozpukaná, např. na starých dubech.
Koruna
Při uplatnění stromů, jako výtvarného prvku je velmi důležitá výška a šířka koruny, její hustota a textura. Možnosti použití se řídí podle výšky stromů, délky větví a úhlu jejich postavení, podle daného obrysu koruny, dále podle hustoty koruny. Jejich uplatnění je tak omezeno možností vytvářet vyváženou směs kontrastních a harmonických vztahů mezi jednotlivými prvky kompozice.
Textura koruny
Textura koruny je dána jednak velikostí, tvarem a povrchem listových čepelí, jednak množstvím a seskupením, popřípadě postavením listů na větvích. Délka a tloušťka větví a větviček, jejich postavení, počet a vzájemný poměr dodávají stromu určitý ráz nejen v době olistění, nýbrž i v zimě. V zimě se dokonce u listnáčů uplatňuje větvení holé koruny nápadněji než v létě, neboť v době vegetace je zakryto listím.

### Jehličiny
Podle použití v sadovnictví se rozlišují konifery na dvě hlavní skupiny, a to na jehličiny, které používáme hlavně ke krytí (výplňové dřeviny) nebo vytvoření rámce a obrub, a na jehličiny solitérní, jež vysazujeme do míst zvláště exponovaných, kde jsou určeny jako základní nebo zvláště výrazné body v zahradní architektuře. Kromě těchto dvou skupin rozeznáváme typy, používané převážně k pokrytí povrchu půdy (půdokryvné dřeviny).
Barevné kultivary stálezelených jehličin patří mezi nejpoužívanější rostliny sadovnické tvorby, zejména malých úpravách.Jehličnany jsou ve svém habitu a v estetickém účinku tak svérázné, že vyžadují mnohdy promyšlenější umístění než ostatní stromy a keře. Jejich použitím mohou být vytvořeny jednotvárné, strnulé nebo naopak příliš neklidné skupiny. Důvodem je olistění. Listy jehličnanů se ve vánku a větru nepohybují, jejich tvary jsou často velmi pravidelné a někdy až přísné, celkově jehličnany tedy působí strnule. Změny, které jehličnany prodělávají během roku nejsou oproti listnatým dřevinám tolik výrazné.

#### Použití
Většina štíhlých, pyramidálních a vůbec protáhlých stromů je vnímána pozorovateli jako obvyklá pro kopcovité a nerovné terény. Takto se vhodně uplatní právě protáhlé a pyramidální tvary jehličnanů. Vysazením úzkých a vzpřímených jehličnanů na nepravidelnosti terénu lze zvýraznit tyto nerovnosti a zdůraznit charakter povrchu. Velká seskupení tvoří vůbec nejtemnější ze všech porostů vůbec, a lze je výborně použít jako kontrastní pozadí.
Do alejí a při úzkém vstupu do budov jsou často používány sloupovité jalovce, cypřišky a túje. Často jsou jako podrost používané nižší tvary jehličnanů, které tvoří neprodyšné porosty. U solitérně a řídce ve skupinách vysázených jehličnatých stromů je snaha, aby byly zavětveny až k zemi, zvláště u jehličnanů, rostoucích v kuželovitých a sloupovitých tvarech, například u smrků a cypřišů. Koruna jehličnatých stromů musí mít dostatek prostoru, neboť její redukce v pozdějším období je nesnadná. Jehličnany jsou ohroženy zastíněním a porušení habitu způsobené příliš hustým sponem výsadby nebo dokonce vrůstáním sousedních dřevin má za následek zpravidla odsychání částí koruny. Živé ploty a stěny z konifer jsou vzhledem k technickým i dekoračním vlastnostem jehličnanů velmi oblíbeny. Široké uplatnění mají konifery ve skalce.

#### Významné vlastnosti jehličnanů
Barva
Barevná krása jehličnatých dřevin představuje barevnou paletu od stříbřitých, sivých, modravých, celé široké stupnice zelených, ale i žlutých, hnědavých až nafialovělých barev a odstínů jehlic.
Struktura a barva borky
K dalším důležitým dekorativním znakům jehličnanů, které lze využít v zahradách, patří zbarvení a struktura kůry nebo borky. Uplatní se hlavně u starších exemplářů dřevin. K nejkrásnějším patří kmeny borovic, především domácí borovice lesní (Pinus silvestrís).
Květy a plodenství
Tvarem, nebo barvou mohou květy (květenství) a plody (plodenství) doplnit okrasné působení jehličnatých dřevin. Ať již to jsou červené (fialkové) samičí šištice modřínu (Larix decidua), nebo červené, nahoře otevřené míšky tisu (Taxus), popř. bizarní tvary borových šišek.
Jehlice
Výraznost solitéry, ovlivní výrazně tvar a velikost jehlic nebo šupin. K vyhledávaným jehličnanům proto patří zejména borovice s mohutnými jehlicemi.Zajímavé jsou též druhy výrazné bohatě pryskyřičnými pupeny, jehlicemi nebo šišticemi. Někdy může být okrasným znakem dřeviny i výrazná kresba na listech.

### Stálezelené dřeviny
Stálezelené dřeviny jsou v sadovnické terminologii listnáče, které neshazují každoročně list. Tvarem sice odpovídají spíše opadavým keřům, ale svou temnou zelení jehličinám. Stálezelené dřeviny se uplatňují všude tam, je třeba vytvořit trvalé dekorace, zejména v zimním období. Stálezelené dřeviny jsou většinou poněkud choulostivé. Stálezelené dřeviny jsou výrazným prvkem skladby kompozice. V přírodně krajinářských zahradách stálezelené dřeviny tvoří často popředí nebo podrost vyšším stromům.

### Opadavé stromy a keře
Největší díl porostů v krajině v ČR, v zahradách, i v parcích tvoří opadavé listnáče. Dřeviny, jejichž asimilačními orgány jsou listy. Na jaře raší, postupně se vyvíjejí a na konci vegetačního období odumírají a opadávají. Na rozdíl od temné zeleně stálezelených dřevin a jehličin jsou opadavé dřeviny celkově lehčími a měkčími prvky v estetice zahradní kompozice. Je to způsobeno právě méně tuhými listy, kterými prosvítá více světla a pohybují se velmi dynamicky ve větru, čímž působí dojmem lehkosti.
Působení tvaru listů opadavých dřevin
Tvar listu výrazně ovlivňuje celkové působení rostliny a má vliv na habitus a dokonce výraznost zbarvení rostliny. Dřeviny s vejčitými listy vyvolávají při použití v sadovnické kompozici dojem masívnosti a hustoty.Dřeviny s protáhlými, úzkými a čárkovitými listy jsou zřetelně patrné jen zblízka. Při pohledu z dálky se jednotlivě ztrácejí a struktura stromů je jednotná. Stříhané listy korunu značně zlehčují a zjemňují.
Vliv textury
Textura je na vzrůstových podmínkách nezávislá a pro jednotlivé druhy nebo i variety daná, neměnná. Lze ji využít zejména při tvorbě kontrastní a harmonických skupin.

### Keře
Keře dorůstají vždycky menších rozměrů než stromy. Ačkoliv jejich hlavní osa a větve jsou zdřevnatělé jako u stromů, nevytvářejí kmen, nýbrž se rozvětvují již odspodu.

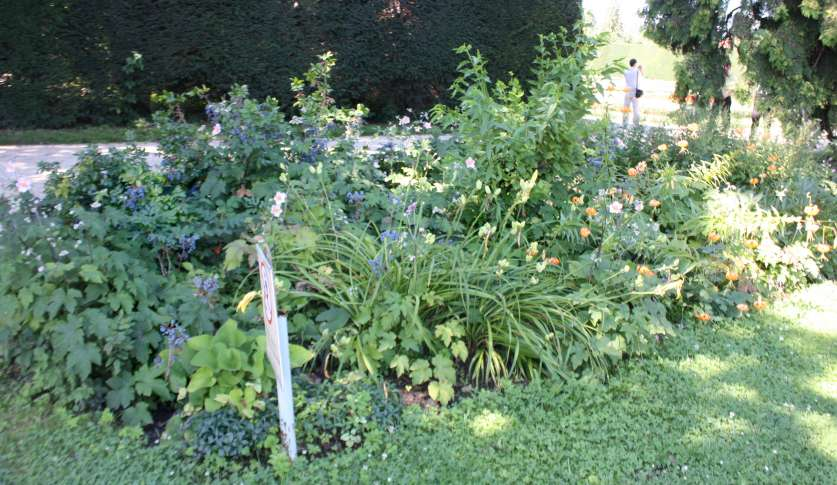
Výsadba trvalek může být náročným, ale působivým prvkem parku.

### Trvalky
Z peren jsou pro výsadby v parcích vhodné například záplevák Helenium,kolotočník (Telekia), stračka Delphinium a ostatní výrazně kvetoucí druhy, z cibulnatých narcisy a tulipány.